# ウッチ市電
ウッチ市電（ウッチしでん、ポーランド語: Tramwaje w Łodzi）は、ポーランド・ウッチ県の県都であるウッチの路面電車。19世紀末に開通した歴史の長い路線で、2023年現在はウッチ市内で路線バスを始めとした公共交通機関と共にウッチ市交通会社（Miejskie Przedsiębiorstwo Komunikacyjne - Łódź Sp. z o.o.、MPK-Łódź Sp. z o.o.）によって運営されている。

## 歴史

### 開通から二度の世界大戦を経て
19世紀後半、他都市を結ぶ鉄道路線の開通に伴いウッチ市内は人員や物資の往来が激しくなり、これらを効率的に輸送する交通手段が求められるようになっていた。1860年代には既に馬車鉄道を導入する案もあったが、衛生状態の悪化が懸念された事で実現せず、最終的に1898年12月23日、ウッチ市内で旅客を輸送する路面電車が開通した。これはポーランドにおいて初となる電化路面電車路線で、ウッチ電気鉄道（Kolej Elektryczna Łódzka、KEŁ）によって運営が行われ、以降順次ウッチ市内に路線網を拡大していった。
一方、1901年にはウッチと近接するパビャニツェまで向かう電化鉄道が開通した。これはポーランドにおいて初となる地域間電気鉄道であり、以降は各地域へ向けて同様の郊外路線の開通が相次いだ。これらの路線はウッチ電気通勤鉄道（Łódzkie Elektryczne Koleje Dojazdowe、ŁWEKD）によって運営されており、ウッチ電気鉄道が運営する路面電車と同様の軌間や電圧を採用しながらも大型の車両が用いられていた。この郊外路線は第一次世界大戦中、ドイツの占領下に置かれた時代にも延伸が行われたが、それらの路線については当時の情勢が影響して開通当初は非電化、蒸気機関車が牽引する列車が運行しており、電化が行われたのは終戦後の1920年代となった。

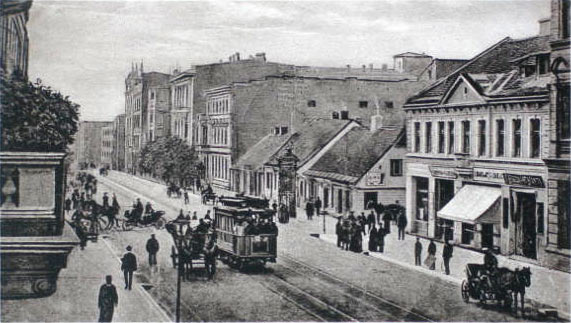
開通当初のウッチ市電（1900年撮影）
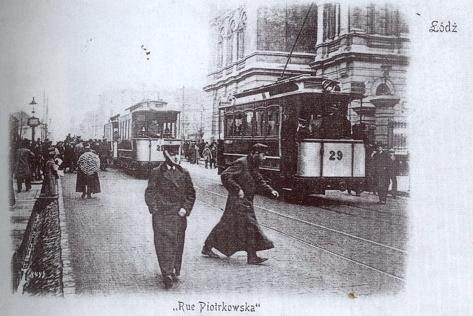
初期のウッチ市電が映された絵葉書
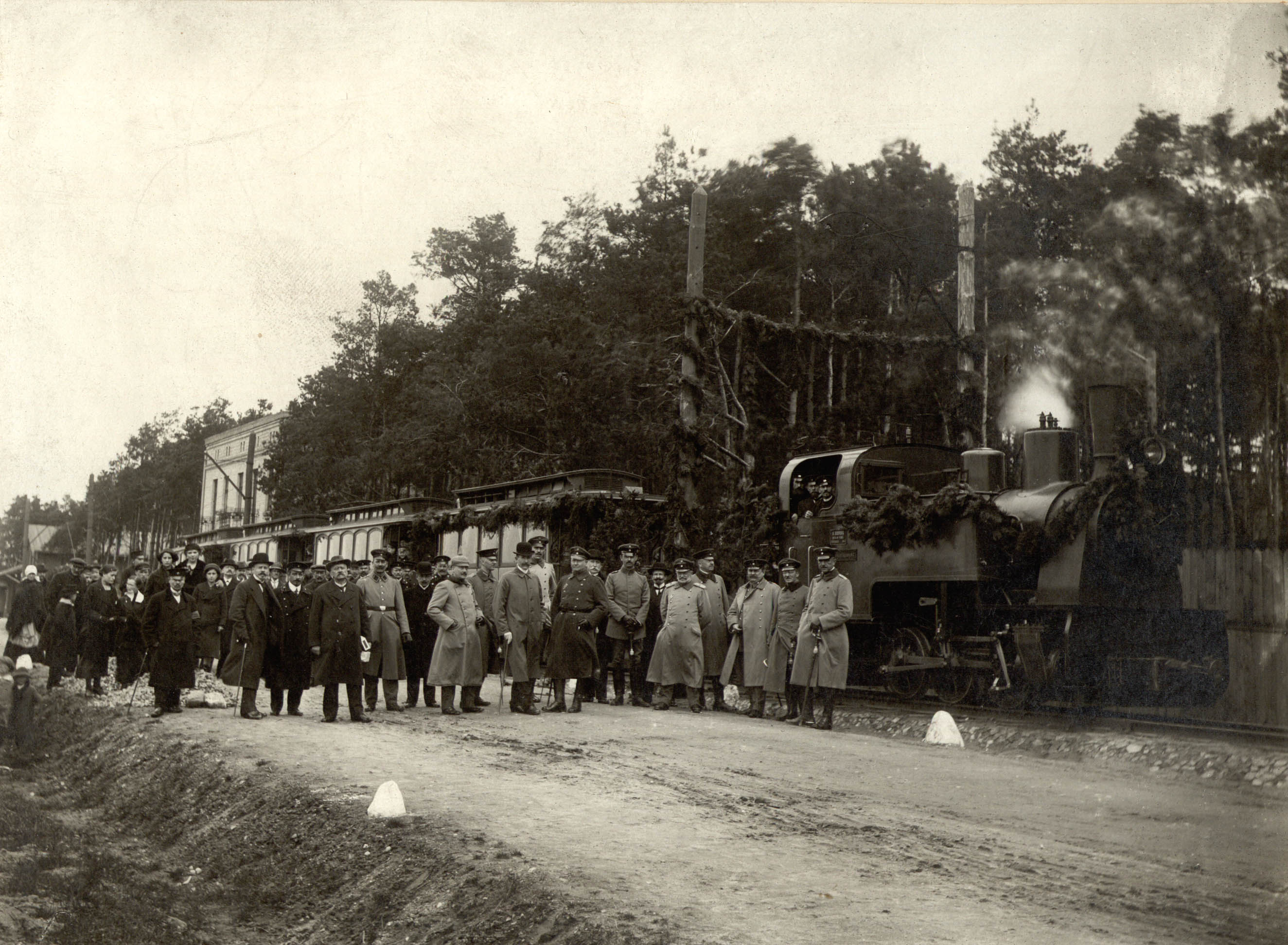
一部の郊外区間は非電化での開業が行われた（1916年撮影）

第一次世界大戦の終戦後、これらのウッチ市内・郊外の電気鉄道網は拡張を続け、ウッチ電気鉄道が運営する都市部の路面電車路線は複線化や新型電車の導入も積極的に実施された。1938年時点でウッチ電気鉄道は全長50 km、ウッチ電気通勤鉄道は全長80 kmの路線を有し、両社共に多数の車両が在籍していた。

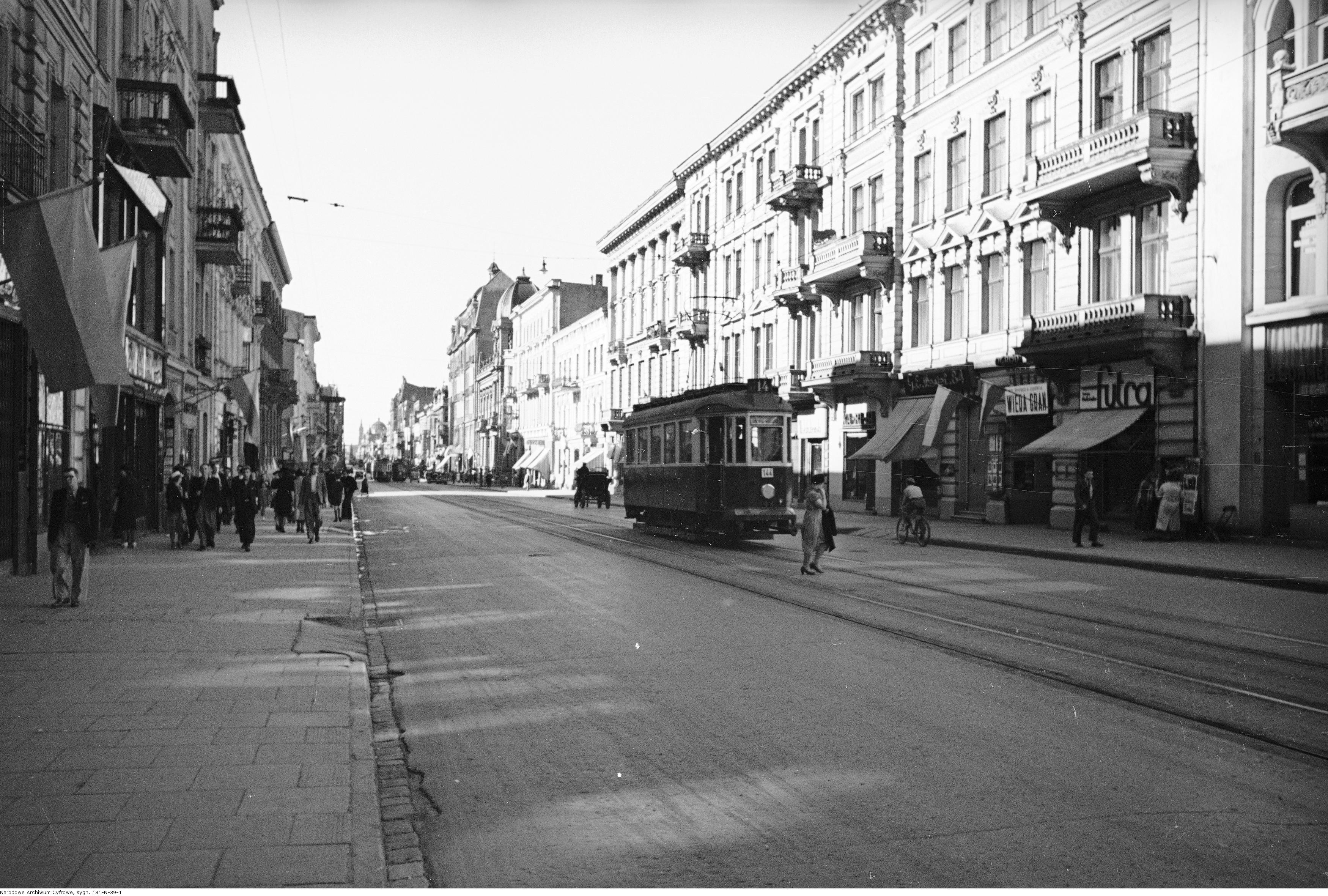
1930年代のウッチ市電（1939年撮影）

その後、第二次世界大戦の開戦（ポーランド侵攻）に伴い、ウッチはナチス・ドイツの占領下に置かれ「リッツマンシュタット（Litzmannstadt）」と名前が変更された。その間、路面電車は券売機の設置や終端のループ線の整備などの近代化が行われ、路線の延伸も実施された一方、徴兵による人員不足のため女性が車掌として雇用される事態となった。また、同時期にはユダヤ人を隔離するゲットー（リッツマンシュタット・ゲットー）が建設され、その内部には交通機関として路面電車（Elektrische Strassenbahn-Getto）が敷設されていた事が知られている。

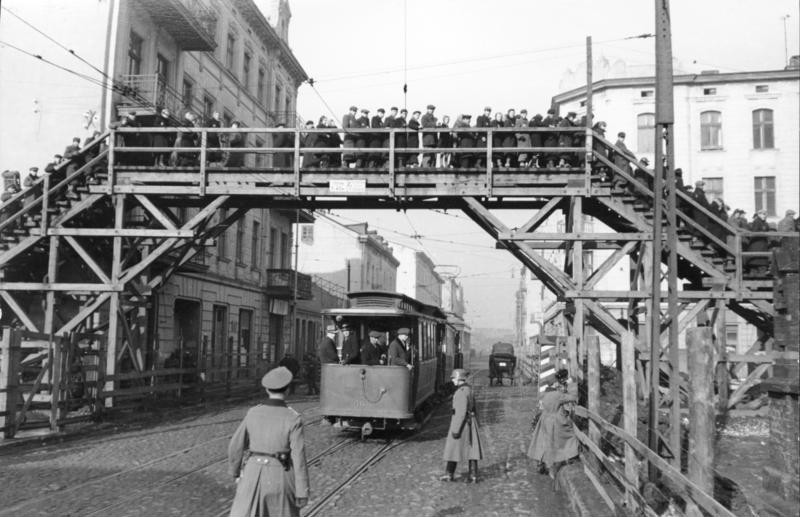
ゲットーを横断していたウッチ市電にはユダヤ人の乗車が禁止されていた（1941年撮影）

### 社会主義時代
1945年1月に赤軍の侵攻によりナチス・ドイツから解放されたウッチ市内の路面電車や郊外鉄道は同年に国の管理下に置かれた後、1948年に市営運送会社（Miejskie Zakłady Komunikacyjne）として一体化された。その後同事業者は1951年にウッチ市営運送会社（Miejskie Przedsiębiorstwo Komunikacyjne w Łodzi）へと改名が実施されている。
一方、路面電車網は戦後初期の1946年から積極的な延伸が行われた他、老朽化が進んだ旧型電車の置き換えを目的として1950年代から1962年にかけてポーランドの標準型2軸車の導入が継続的に実施され、戦前製の車両は1961年11月までに営業運転から退いた。また、各地の車庫の拡張や近代化も実施されたが、1960年代以降は路線バスの拡充が優先された事で路面電車の近代化が一時的に滞り、市内の商業地区や郊外方面の一部区間が廃止される事態となった。これらの状況を改善するため、1970年代以降連接車の導入が始まり、1977年からは複数両の連結運転が可能なボギー車の運用が実施された。また、同時期には既存の路線の近代化も継続的に進められた他、路線の延伸も継続的に実施された。
1986年にはテレフォニシズナ（Telefoniczna）に近代的な設備を備えた車庫（テレフォニシズナ車庫）が開設されたが、同年代にはポーランド全体の社会的な混乱が生じ、1980年には食糧価格の値上げを発端とした国内全体の大規模なストライキが発生した。その中でウッチ市電を運営していたウッチ市営運送会社でも従業員によるストライキが勃発している。

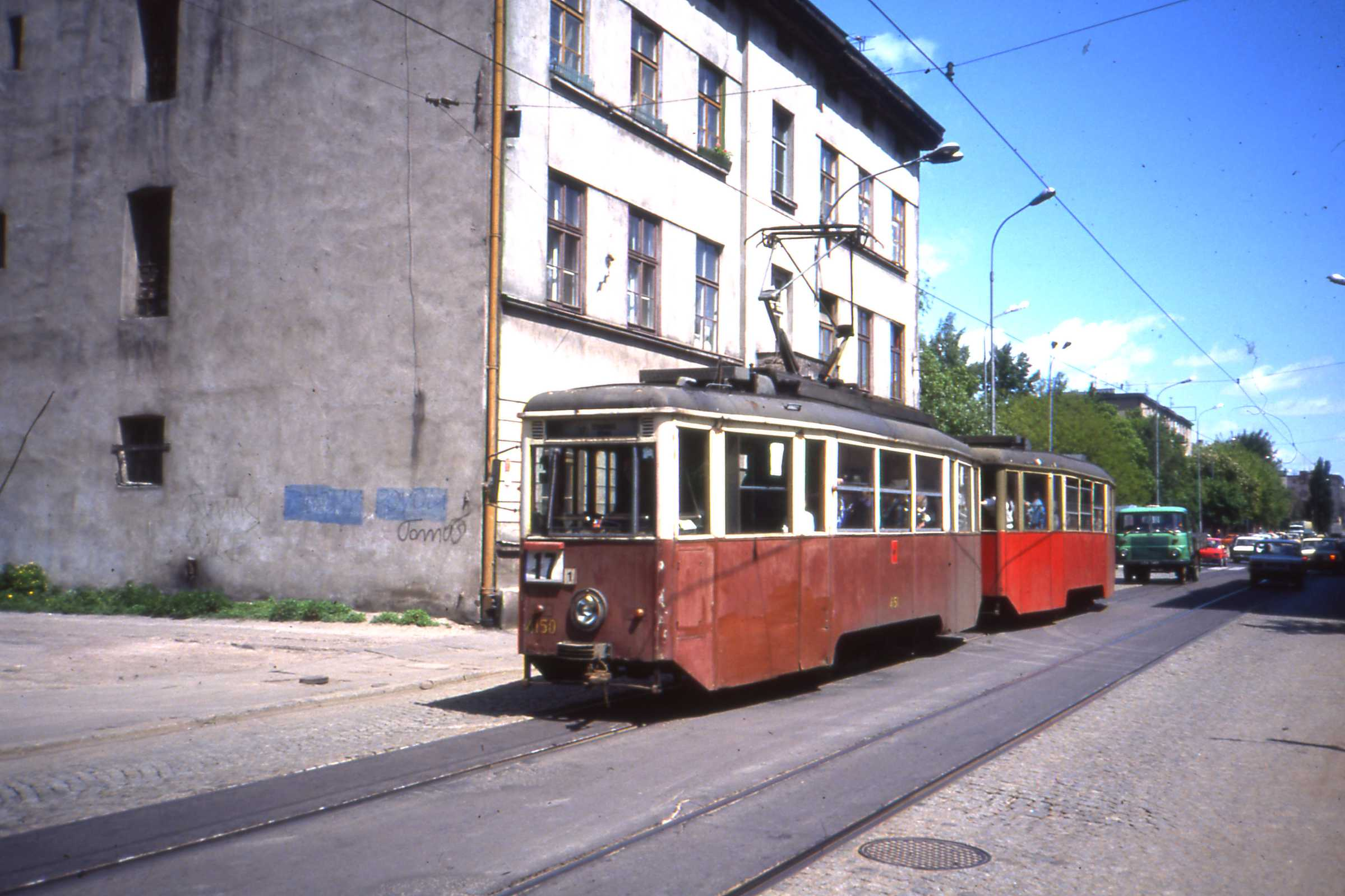
ポーランドの標準型2軸車は1991年まで使用された（1991年撮影）
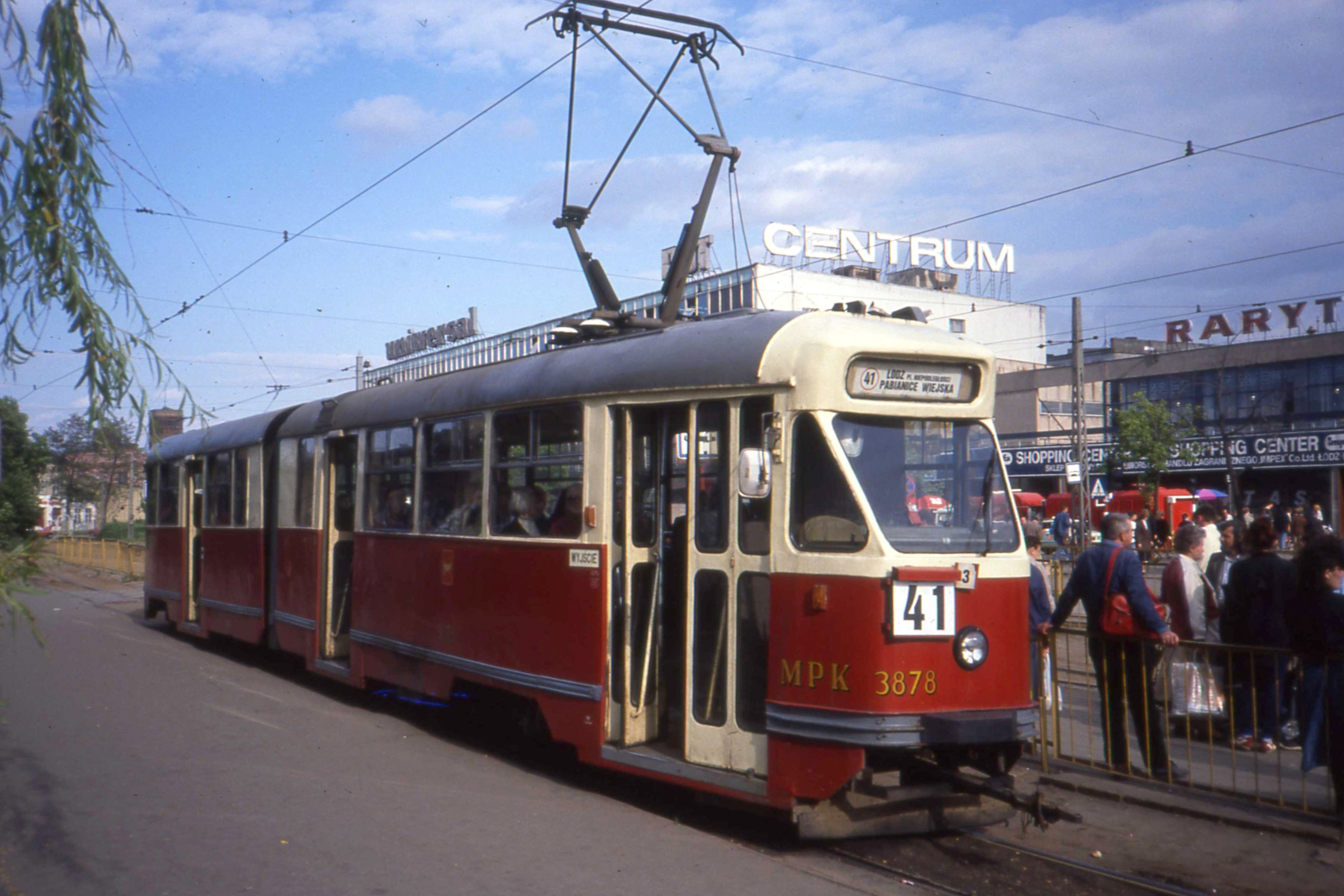
2車体連接車の803N（1991年撮影）
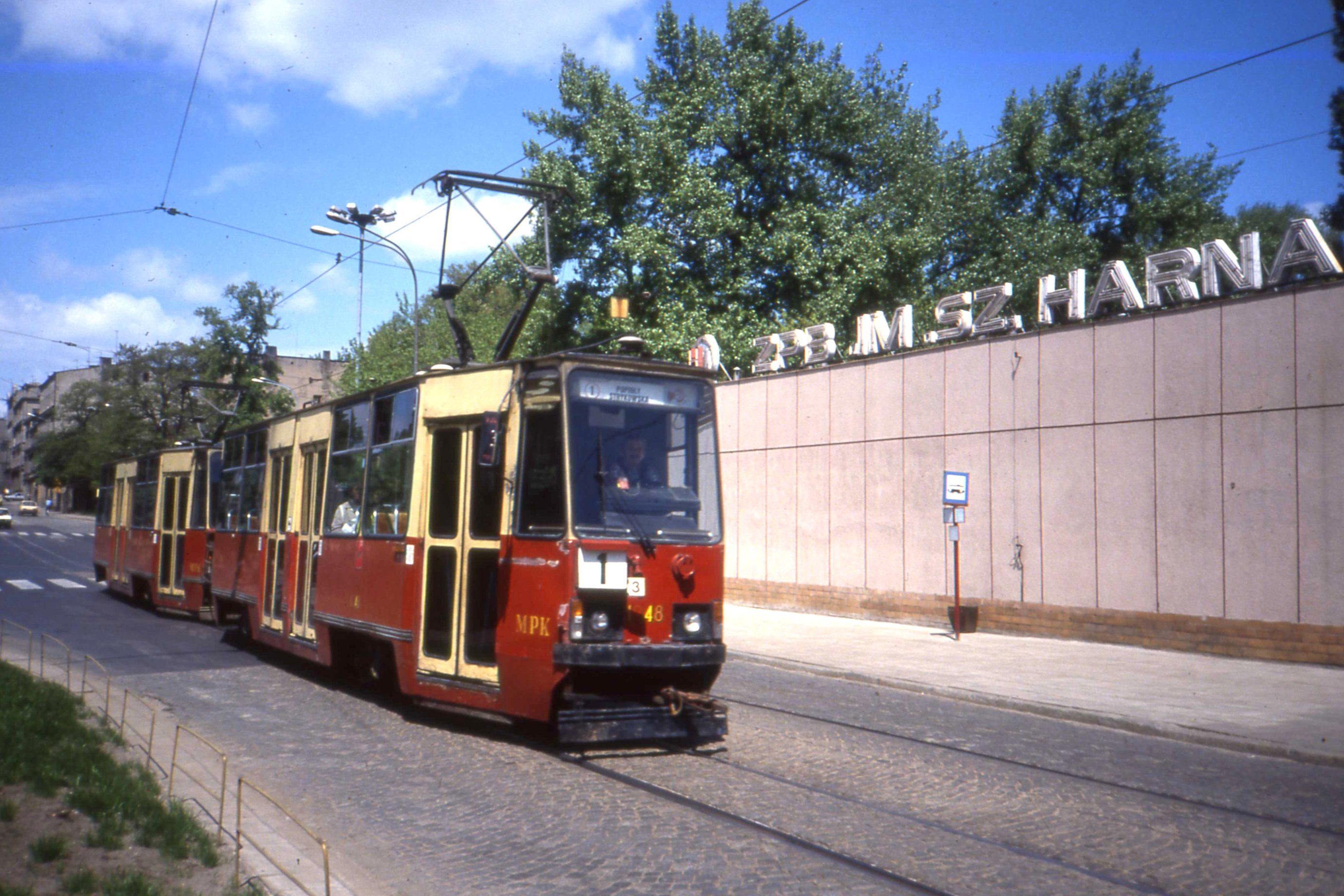
ボギー車の805Naは大量生産が実施された（1991年撮影）

### 民主化後、3つの企業への分社化
1989年のポーランドの民主化後の社会の変革に伴い、ウッチ市電を運営していた組織にも大きな変化が生じた。まず1992年、それまで公営組織だったウッチ市営運送会社がウッチ市が全株を所有するウッチ市交通会社（Miejskie Przedsiębiorstwo Komunikacyjne - Łódź Sp. z o.o.、MPK-Łódź Sp. z o.o.）へと転換され、続けて1993年には路線の維持を目的として一部の郊外路線が新たに設立された郊外路面電車会社（Tramwaje Podmiejskie Sp. z o.o.、TP）と相互通信路面電車会社（Międzygminna Komunikacja Tramwajowa Sp. z o.o.、MKT）に移管された。
同時期にはウッチ自体の経済力低下も影響して路面電車の輸送量が減少し、1991年以降郊外区間を含めて多くの路線が廃止されたが、その中でも分社化された3つの企業はそれぞれ近代化を進めていた。郊外路面電車会社は旧：ウッチ市営運送会社の電車を継続的に使用し、相互通信路面電車会社はドイツやオーストリアの旧型電車の譲受や旧型電車の近代化を実施した。そして、ウッチ市域の路面電車を運営するウッチ市交通会社については既存の車両の近代化に加えて2002年以降バリアフリーに適した超低床電車の導入を開始した。加えて2007年から2008年にかけては大規模な近代化プロジェクト「ウッチ地方トラム（Łódzki Tramwaj Regionalny）」が実施され、11号線を対象に線路を始めとした施設の改修、停留場の電車接近や出発時刻を表示する電光掲示板の設置を始めとする近代化、路面電車を優先させる信号機の設置といった、西ヨーロッパのライトレールに匹敵する設備への更新が行われた。
その後、2012年4月1日をもって、郊外路線を運営していた郊外路面電車会社と相互通信路面電車会社は清算され、ウッチ市電の運営は再度ウッチ市交通会社へと一本化されている。

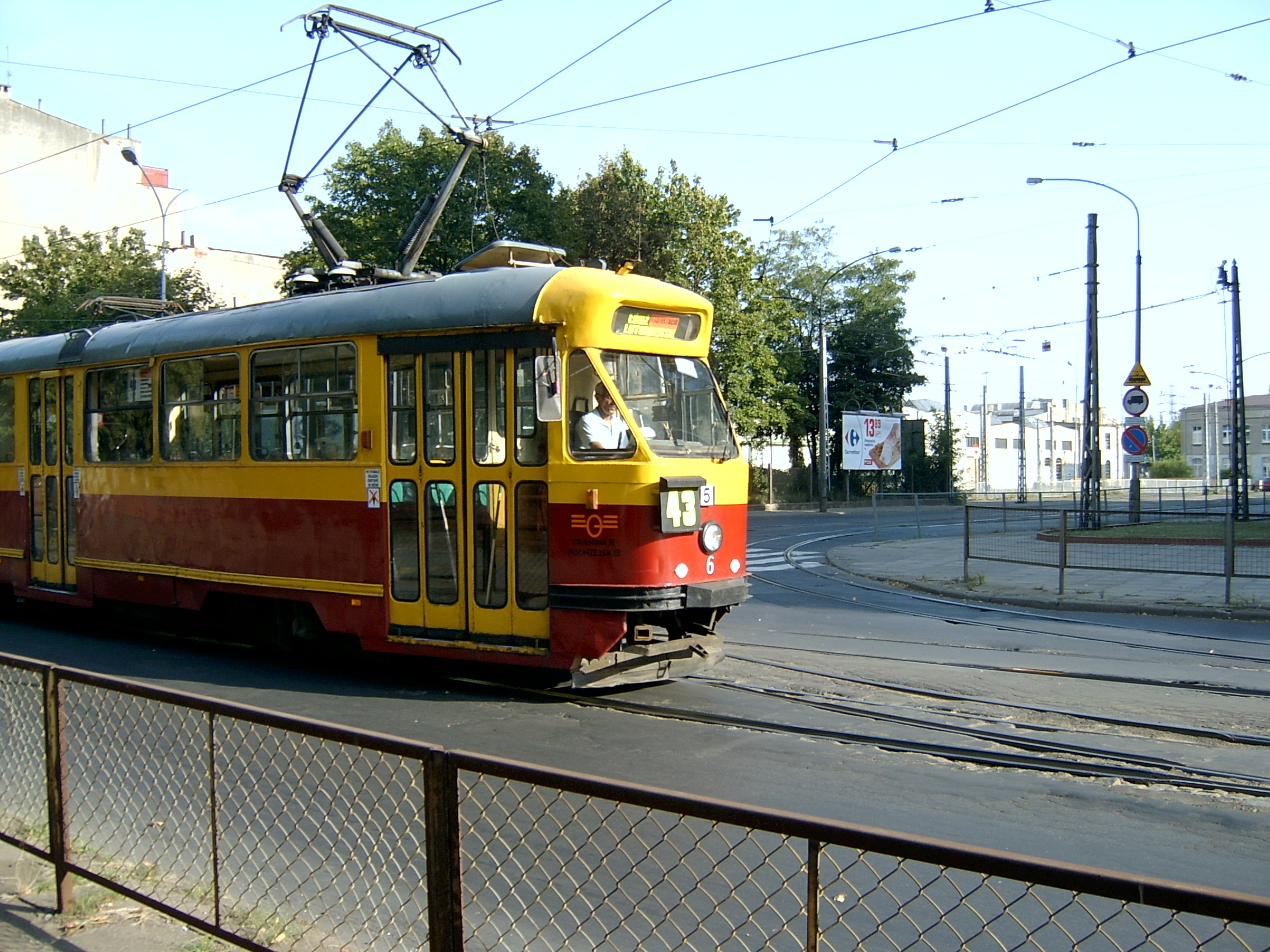
郊外路面電車会社の車両（2005年撮影）
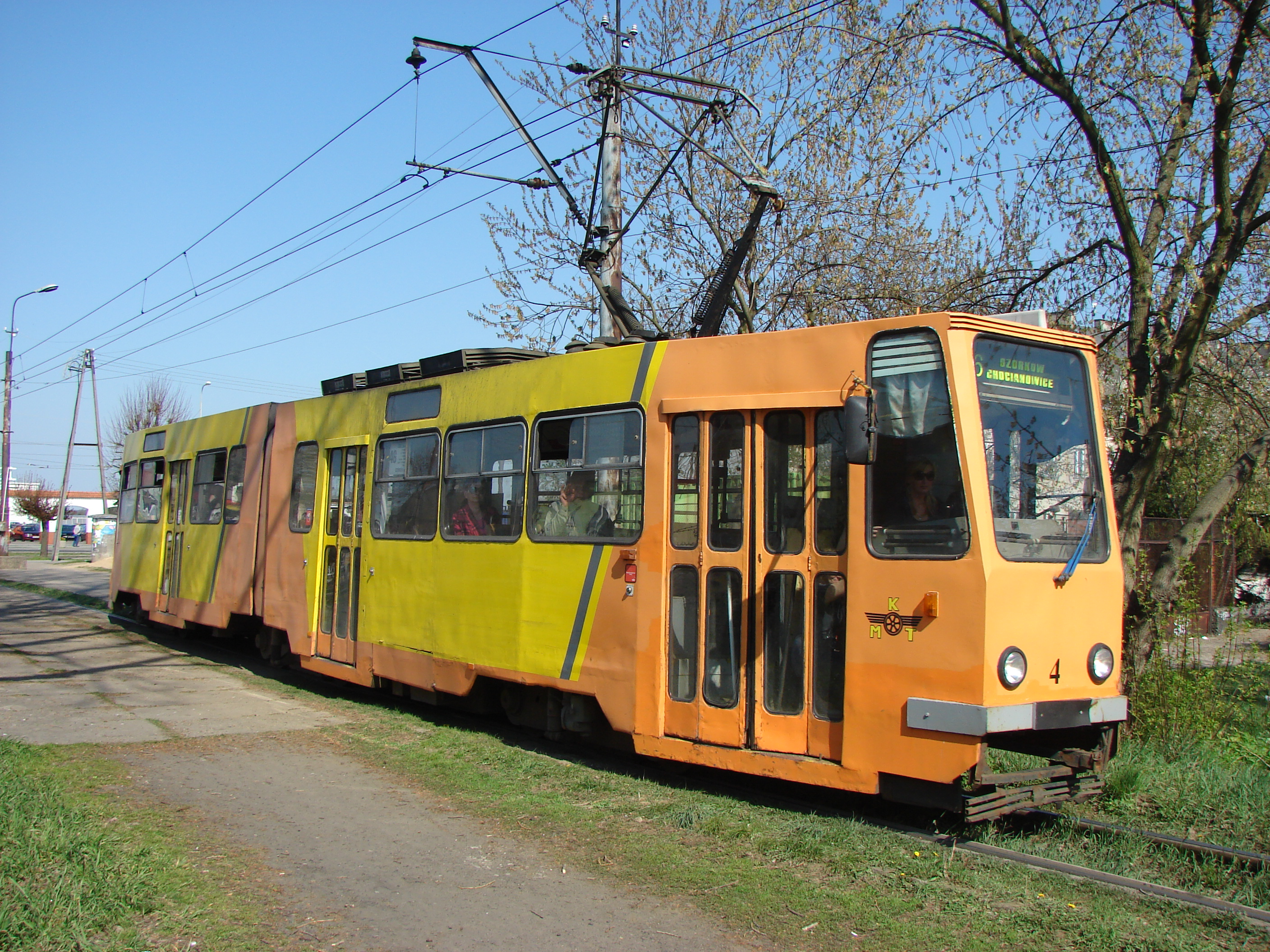
相互通信路面電車会社の車両（2011年撮影）
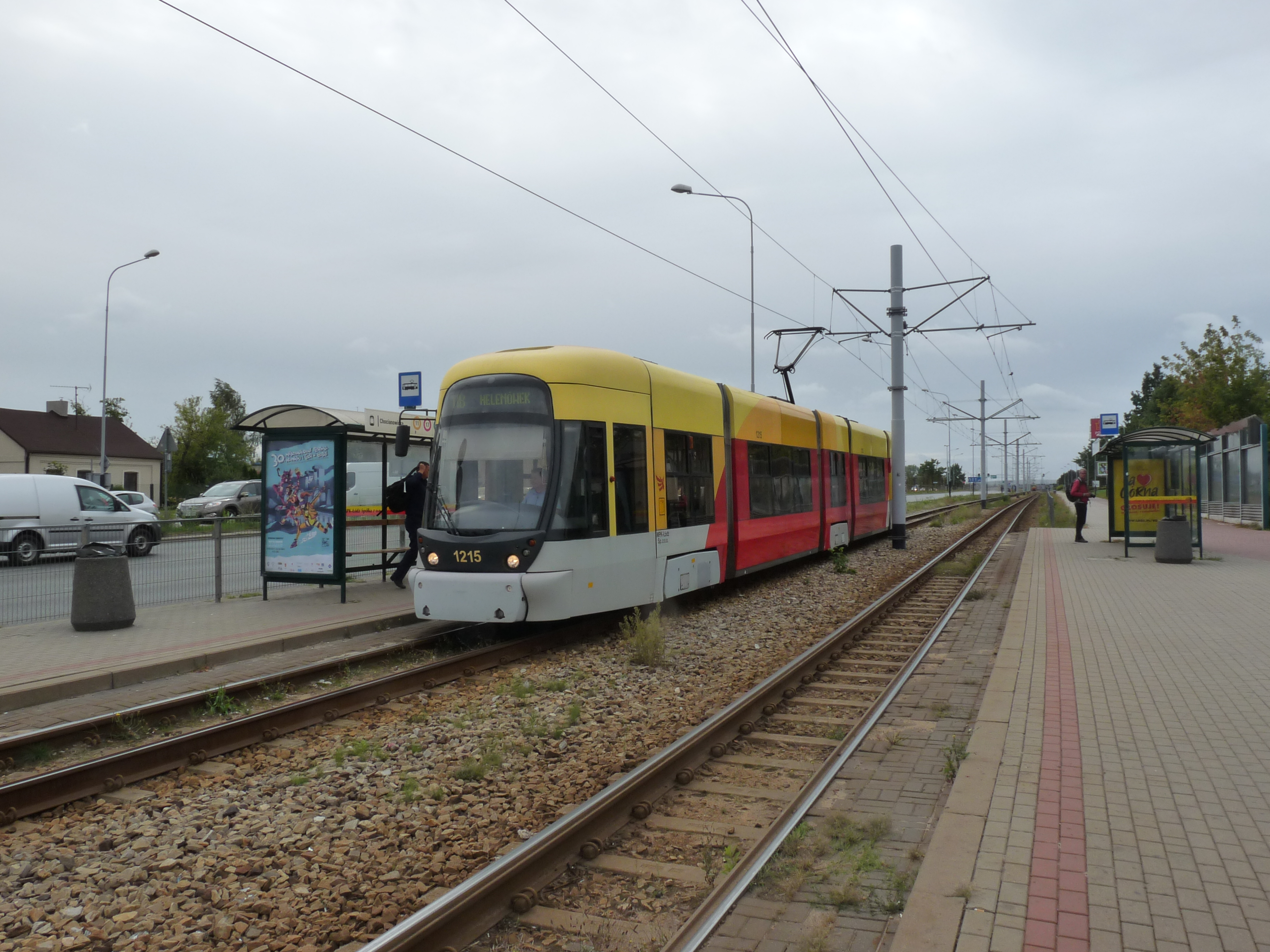
ウッチ市交通会社が導入した初の超低床電車・シティランナー（2019年撮影）
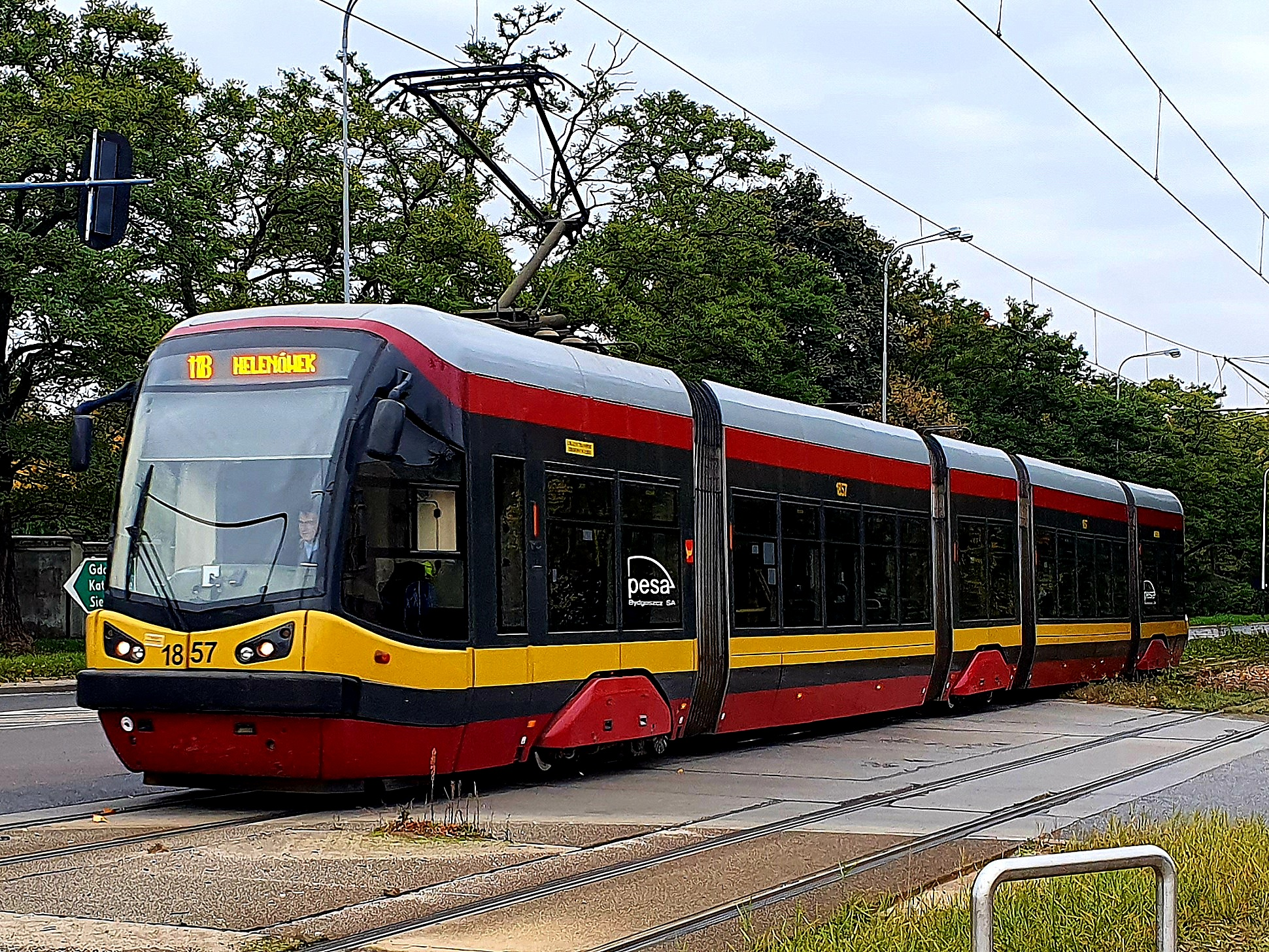
「ウッチ地方トラム」プロジェクトに合わせて導入された122N（2021年撮影）

### 2010年代以降
全区間がウッチ市交通会社による運営体制へと戻ったウッチ市電のうち、ウッチ市内の区間は継続的な近代化やそれに合わせた延伸が進められている他、ポーランド各地の企業からの新造車両やドイツからの譲渡車両を用いたバリアフリー化も継続的に行われている。その一方、郊外区間については整備が十分に行われないまま、路線バスへの置き換えにより2010年代以降複数の路線が廃止となったが、一部については整備が行われた上で2023年以降の復活が予定されている。

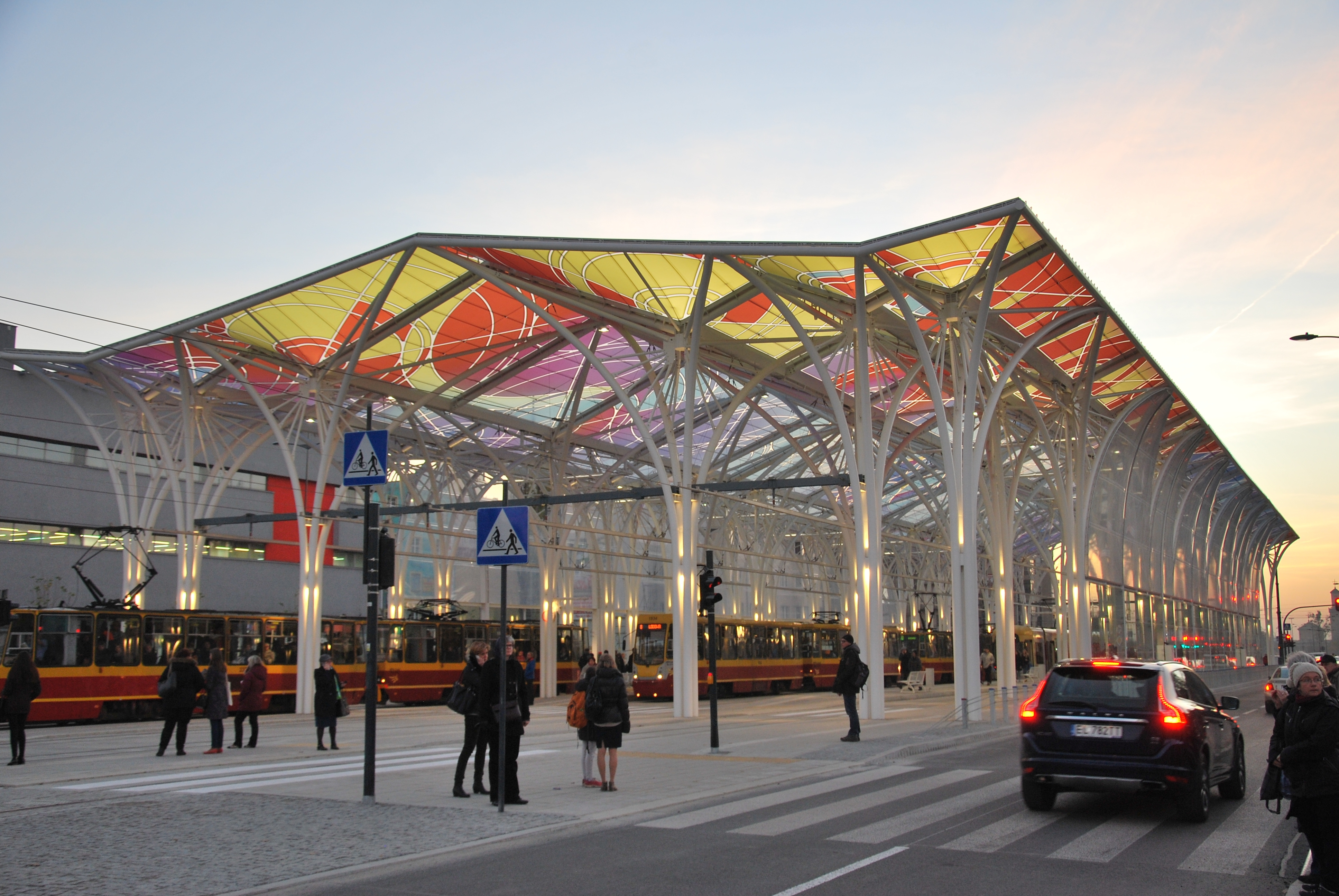
2015年に開業した路面電車のターミナル・ピョトルコフスカ中央電停（ポーランド語版）（2015年撮影）
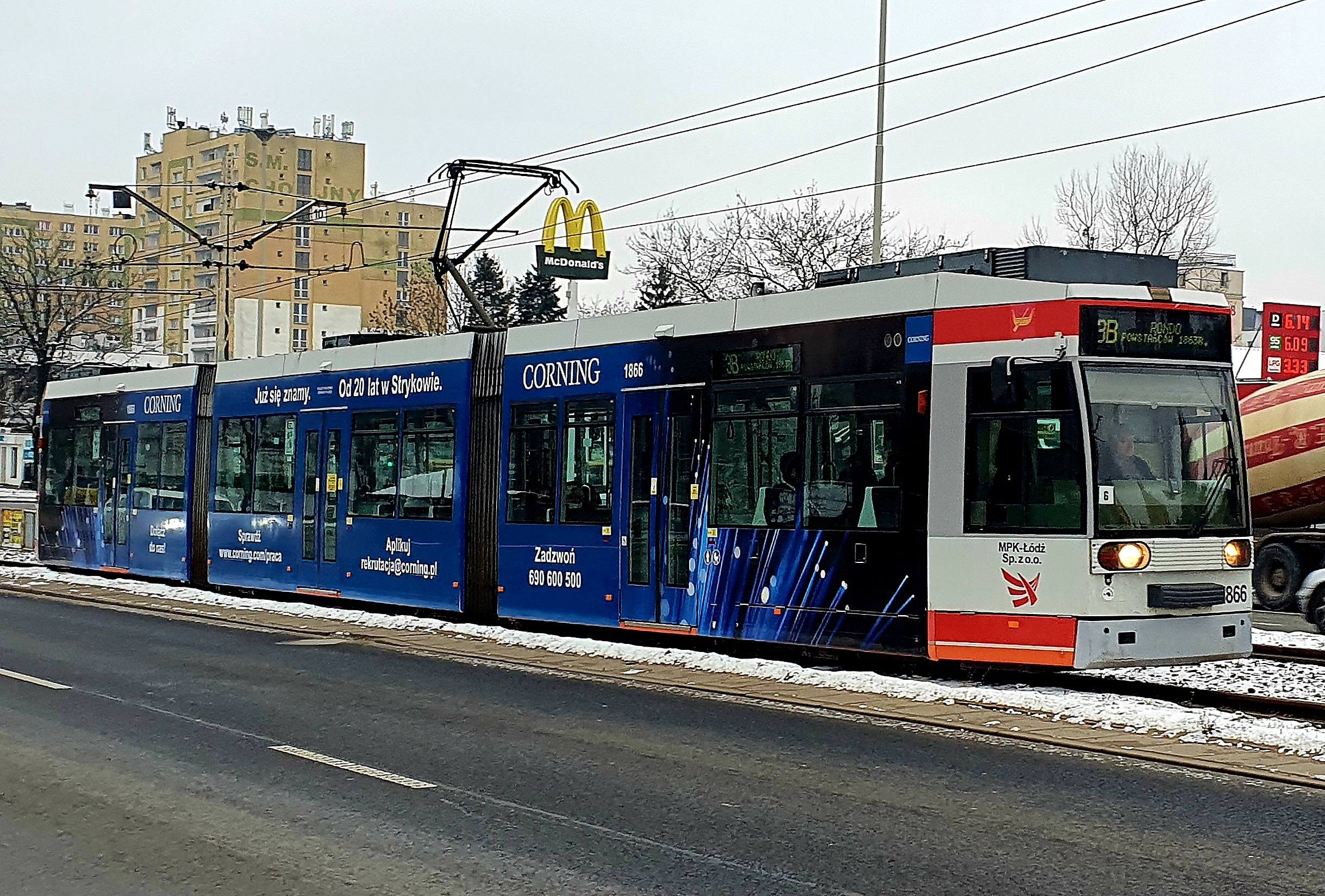
NF6Dはドイツから譲渡された超低床電車である（2021年撮影）
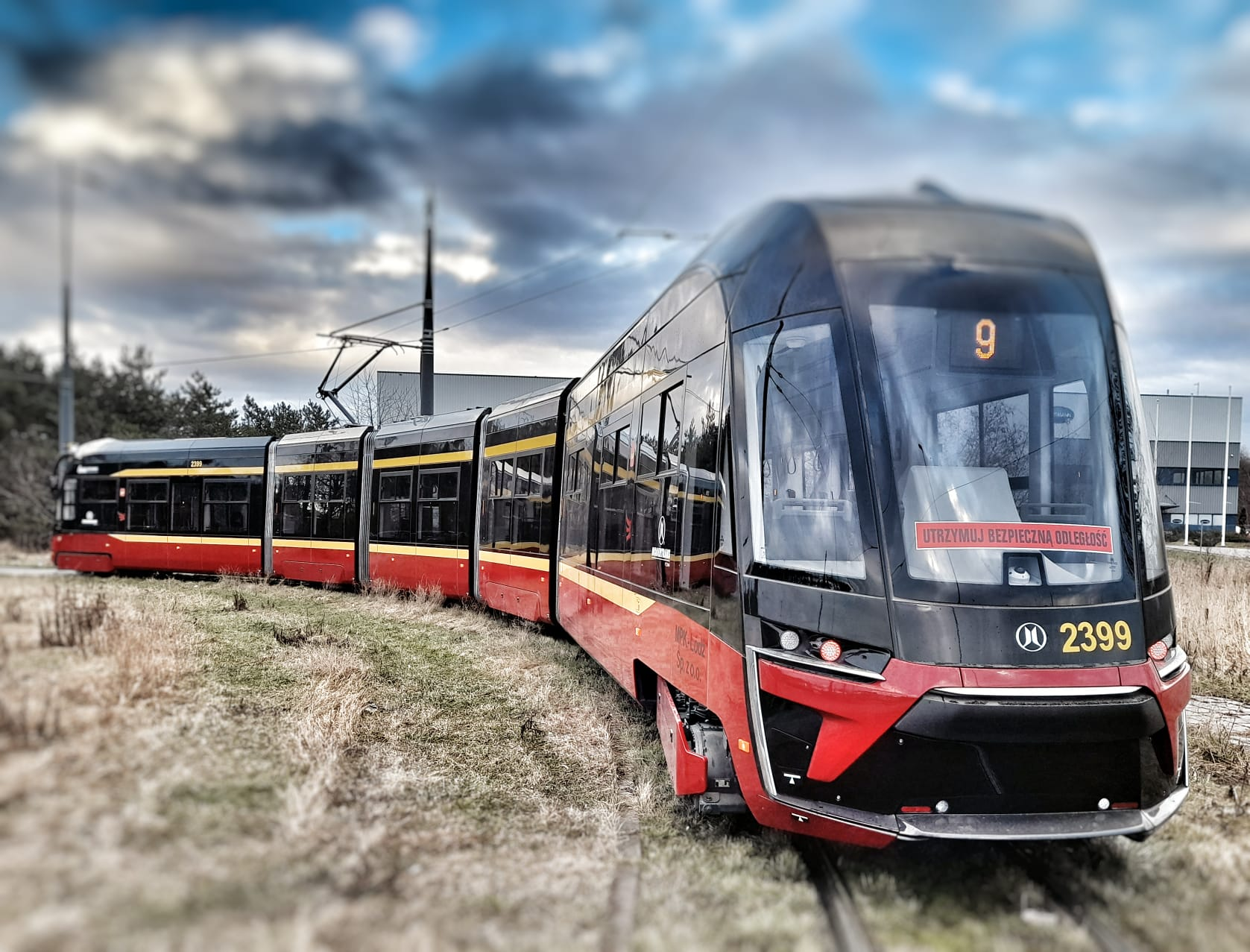
最新鋭の超低床電車であるモデルス・ガンマ（2023年撮影）

## 系統
2023年現在、ウッチ市電では以下の系統が運行されている。
| 系統番号 | 起点                   | 終点                     | 備考 |
| -------- | ---------------------- | ------------------------ | ---- |
| Z17      | Chocianowice IKEA      | pl. Niepodległości       |      |
| 2A       | Dw. Łódź Dąbrowa       | Teofilów                 |      |
| 2B       | Dw. Łódź Dąbrowa       | Kochanówka               |      |
| 3A       | Przybyszewskiego       | r. Powstańców 1863r.     |      |
| 3B       | Chojny Kurczaki        | r. Powstańców 1863r.     |      |
| 6        | Widzew Augustów        | pl. Kilińskiego (Zgierz) |      |
| 7        | Chojny Kurczaki        | Helenówek-pętla          |      |
| 8A       | Teofilów               | cm. Zarzew               |      |
| 8B       | Kochanówka             | cm. Zarzew               |      |
| 9        | Olechów                | Dw. Łódź Fabryczna       |      |
| 10A      | Retkinia               | Widzew Augustów          |      |
| 10B      | Retkinia               | Olechów                  |      |
| 11       | Chocianowice IKEA      | Helenówek-pętla          |      |
| 12       | Retkinia               | Stoki                    |      |
| 15       | Dw. Łódź Dąbrowa       | Karolew                  |      |
| 16       | Chojny Kurczaki        | Teofilów                 |      |
| 17       | Stoki                  | Centrum Krwiodawstwa     |      |
| 18       | Telefoniczna Zajezdnia | Retkinia                 |      |
| 19       | Chojny Kurczaki        | Helenówek-pętla          |      |

## 車両

### 営業用車両
2024年3月現在、ウッチ市電で営業運転に用いられている車両は以下の通り。前述の通り、ウッチ市交通会社はポーランド各地の企業から新型車両の導入を進めている一方、並行してドイツ各地で営業運転を終了した低床構造を有する車両の譲受を実施し、老朽化した車両の置き換えやバリアフリー化を継続して行っている。下記の車両に加え、2026年以降モデルス・ガンマ（LF 06 AC）と同様の構造を有する部分超低床電車を新たに15両導入する計画が発表されており、オプション権を行使する形で更に15両の追加発注も可能となっている。

#### 新造車両
| 新造車両         | 新造車両       | 新造車両    | 新造車両 | 新造車両 | 新造車両                                |
| 形式             | 形式           | 車種        | 運転台   | 両数     | 備考                                    |
| ---------------- | -------------- | ----------- | -------- | -------- | --------------------------------------- |
| コンスタル805Na  | 805Na          | ボギー車    | 片運転台 | 6両      |                                         |
| コンスタル805Na  | 805N-ML        | ボギー車    | 片運転台 | 62両     | 更新車両                                |
| コンスタル805Na  | 805NaND        | ボギー車    | 片運転台 | 133両    | 更新車両                                |
| シティランナー   | シティランナー | 5車体連接車 | 片運転台 | 15両     | 超低床電車(低床率100%) 更新工事が進行中 |
| トラミカス       | 122N           | 5車体連接車 | 片運転台 | 10両     | 超低床電車(低床率100%)                  |
| スウィング       | 122NaL         | 5車体連接車 | 片運転台 | 22両     | 超低床電車(低床率100%)                  |
| スウィング       | 122NaL-10      | 5車体連接車 | 片運転台 | 12両     | 超低床電車(低床率100%)                  |
| モデルス・ガンマ | LF 06 AC       | 5車体連接車 | 片運転台 | 30両     | 部分超低床電車(低床率88%)               |

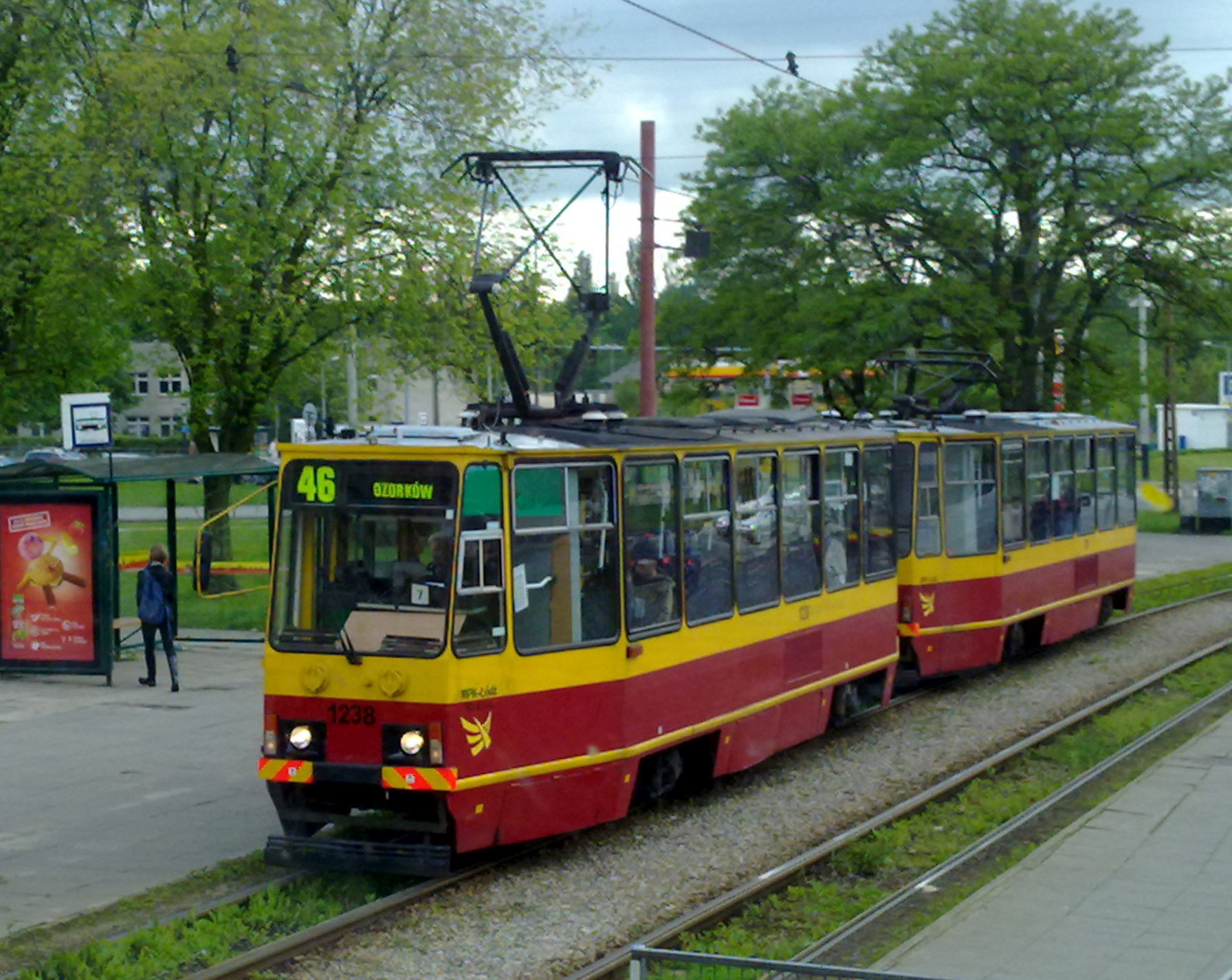
805Na （2014年撮影）
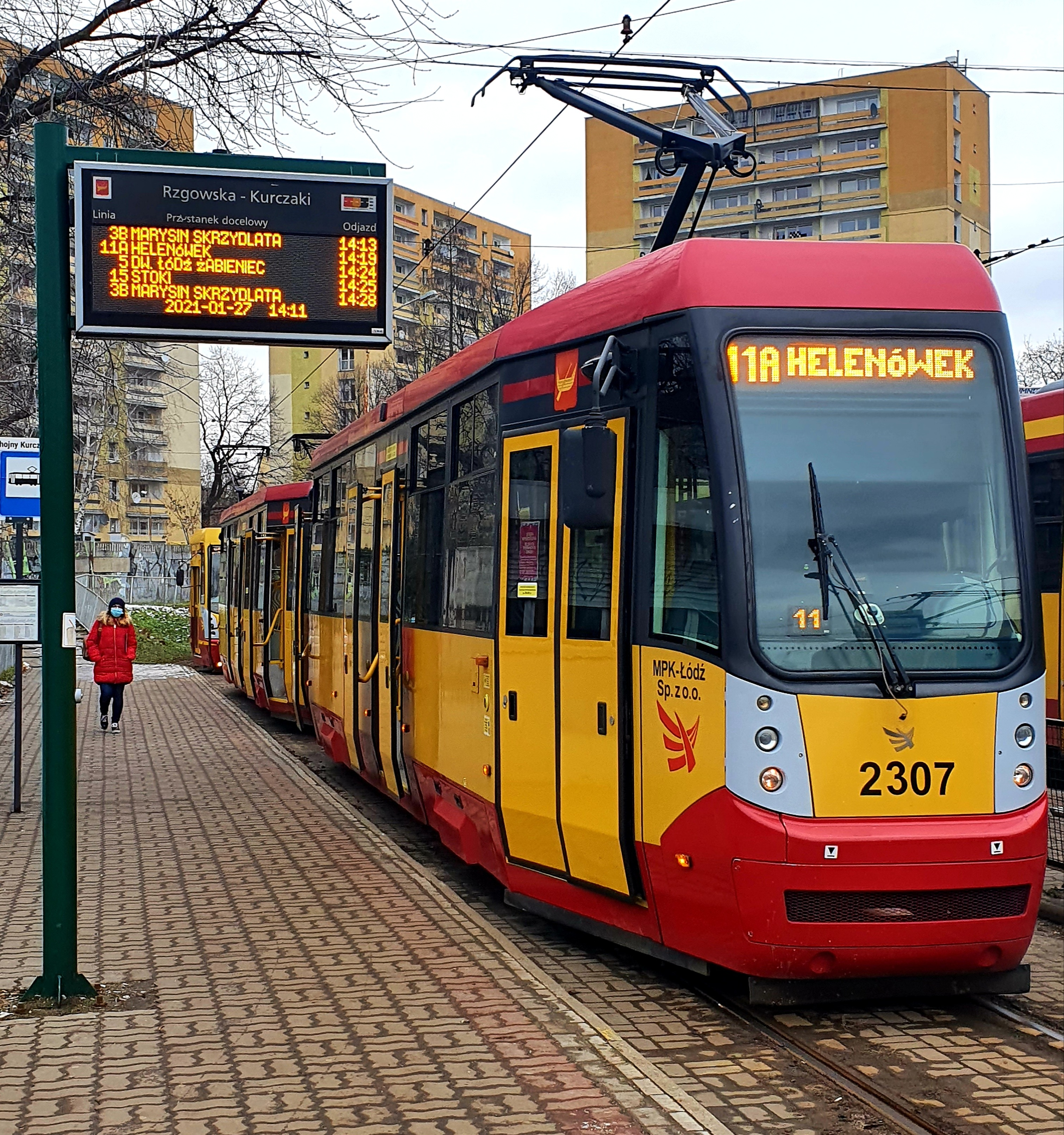
805N-ML （2021年撮影）
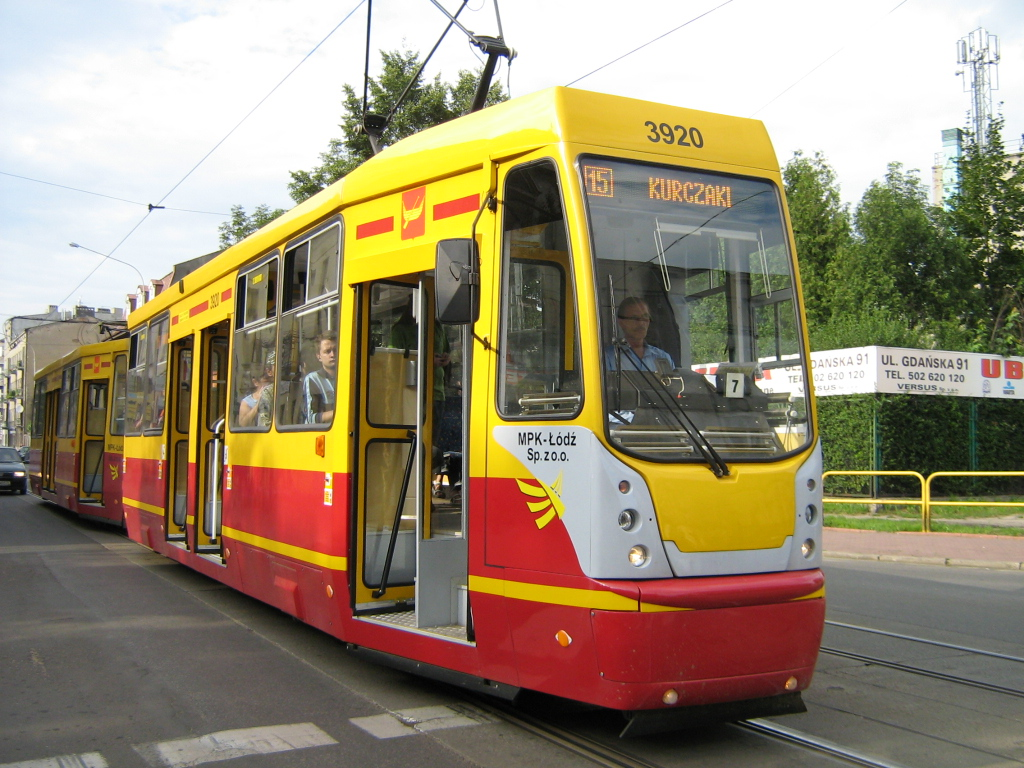
805NaND （2007年撮影）
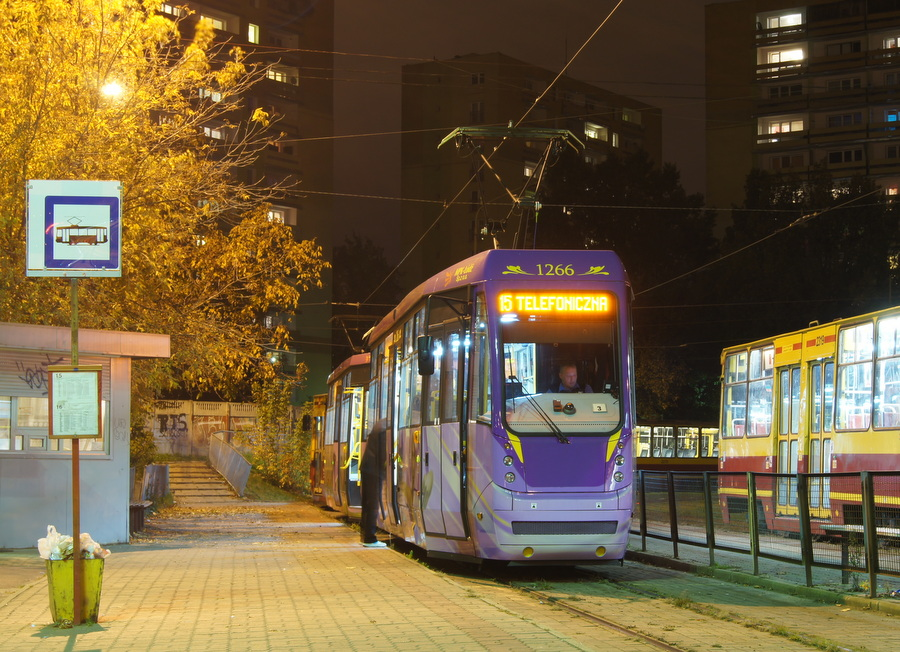
805N-M12 （2012年撮影）
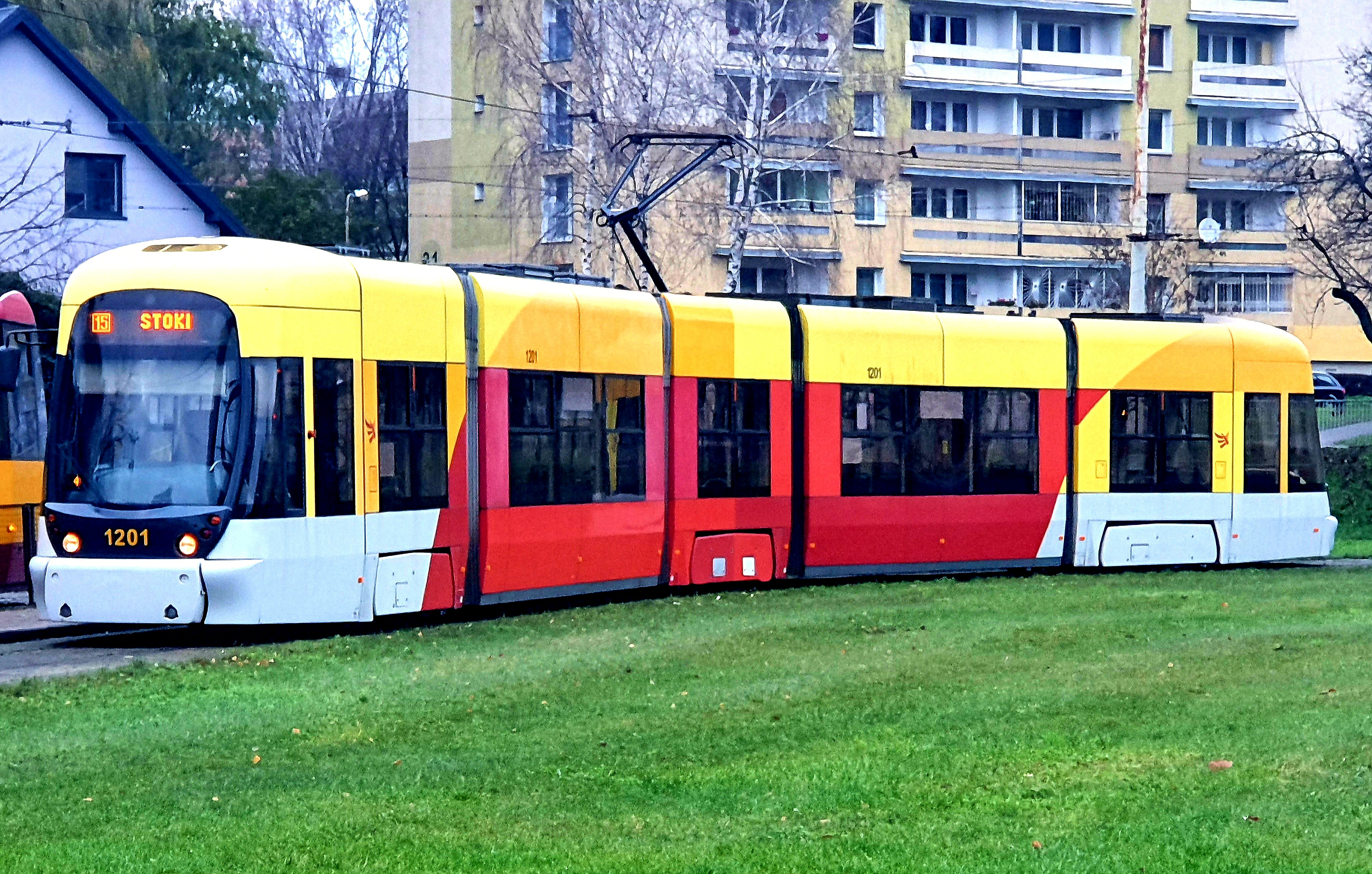
シティランナー （2020年撮影）
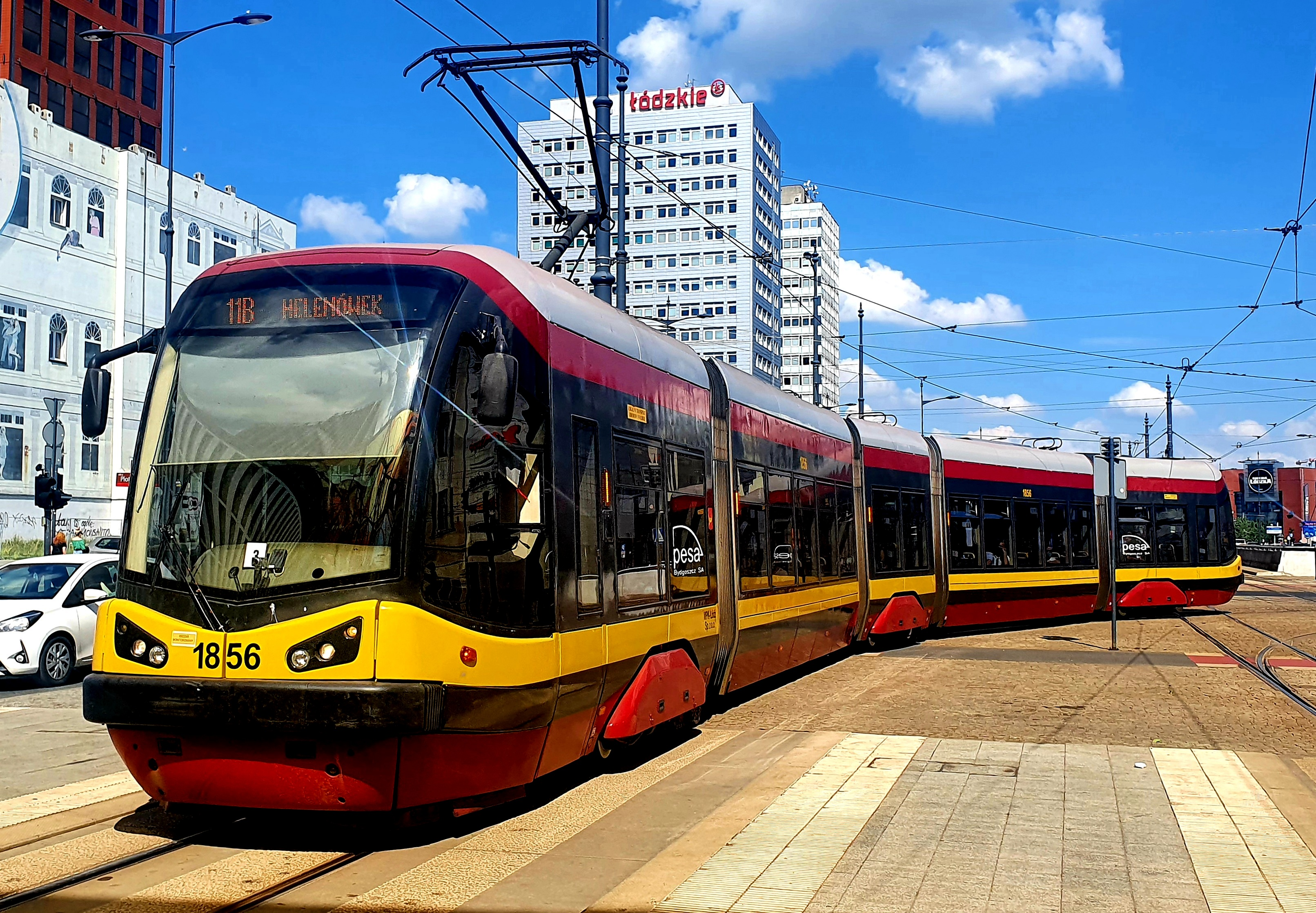
122N "トラミカス" （2021年撮影）
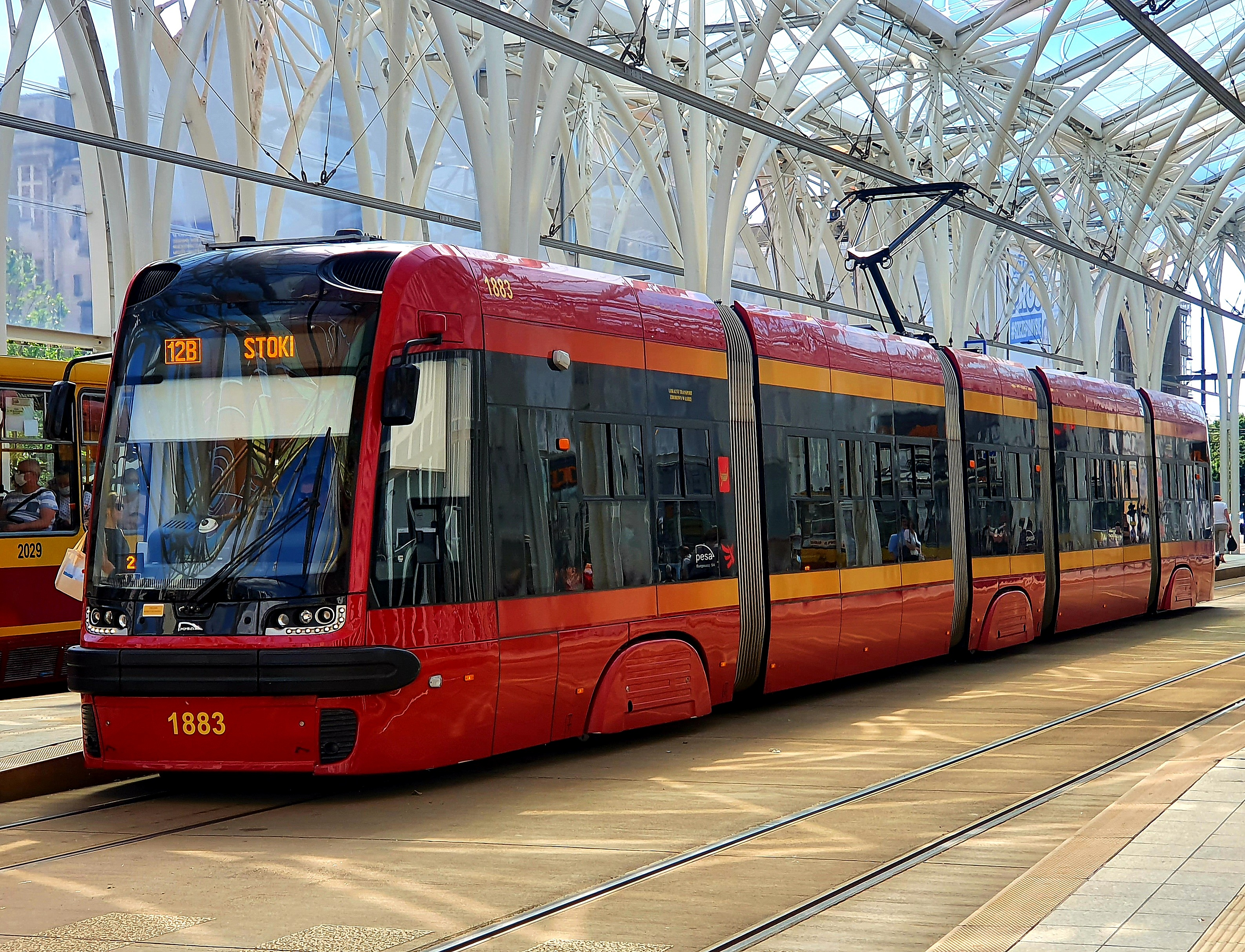
122NaL "スウィング" （2021年撮影）
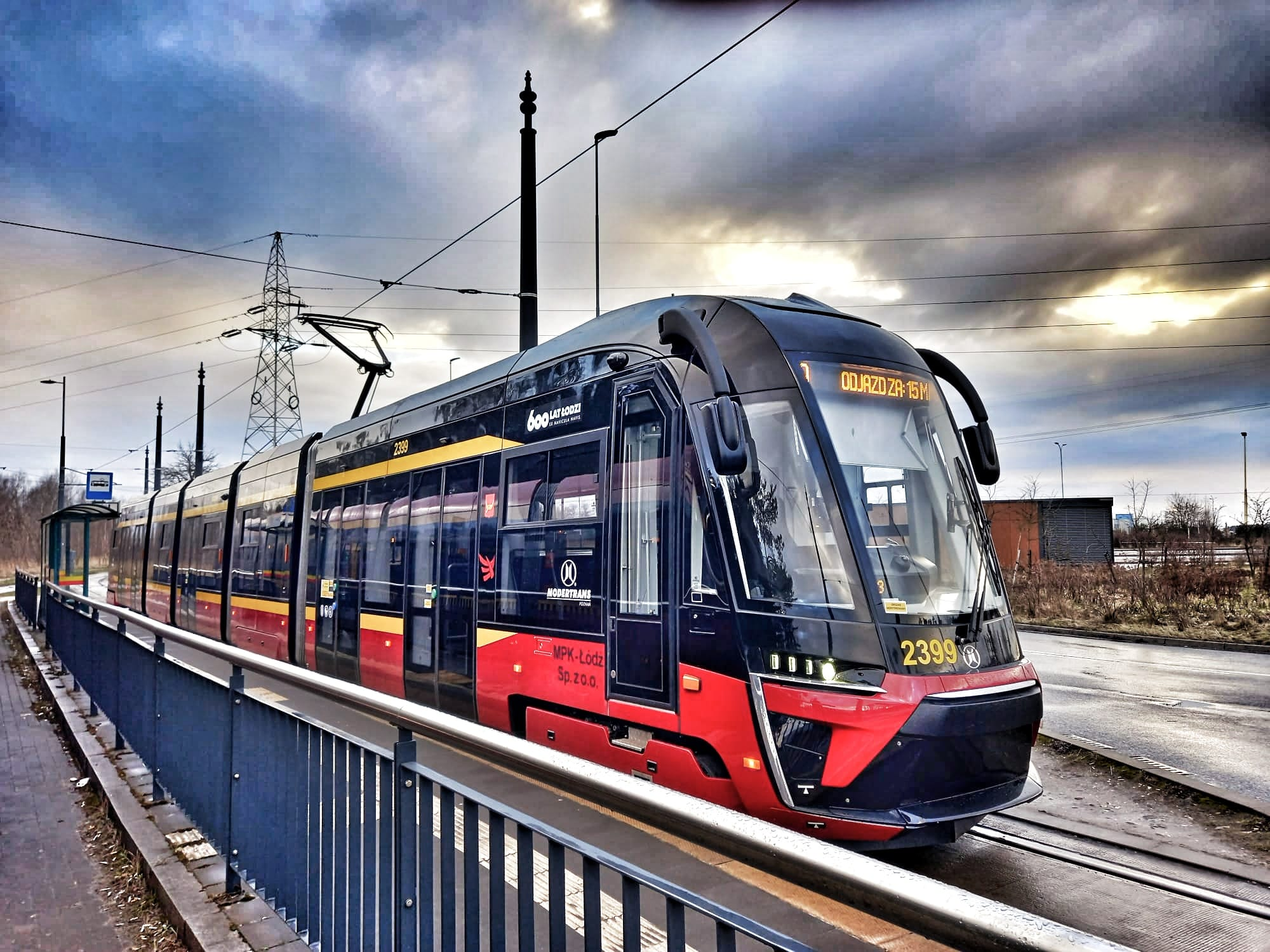
LF 06 AC "モデルス・ガンマ" （2023年撮影）

#### 譲渡車両
| 形式    | 形式    | 車種        | 運転台   | 両数 | 譲渡元                           | 備考                                                             |
| ------- | ------- | ----------- | -------- | ---- | -------------------------------- | ---------------------------------------------------------------- |
| M8CN    | M8CN    | 3車体連接車 | 両運転台 | 18両 | ビーレフェルト・シュタットバーン | 2015年-2018年に譲渡車両を更新 部分超低床電車(中間車体が低床構造) |
| NF6D    | NF6D    | 3車体連接車 | 両運転台 | 34両 | ボーフム/ゲルゼンキルヒェン市電  | 部分超低床電車(低床率70%) 更新工事が進行中                       |
| GT6M-ZR | GT6M-ZR | 3車体連接車 | 両運転台 | 10両 | イェーナ市電                     | 超低床電車(低床率100%)                                           |

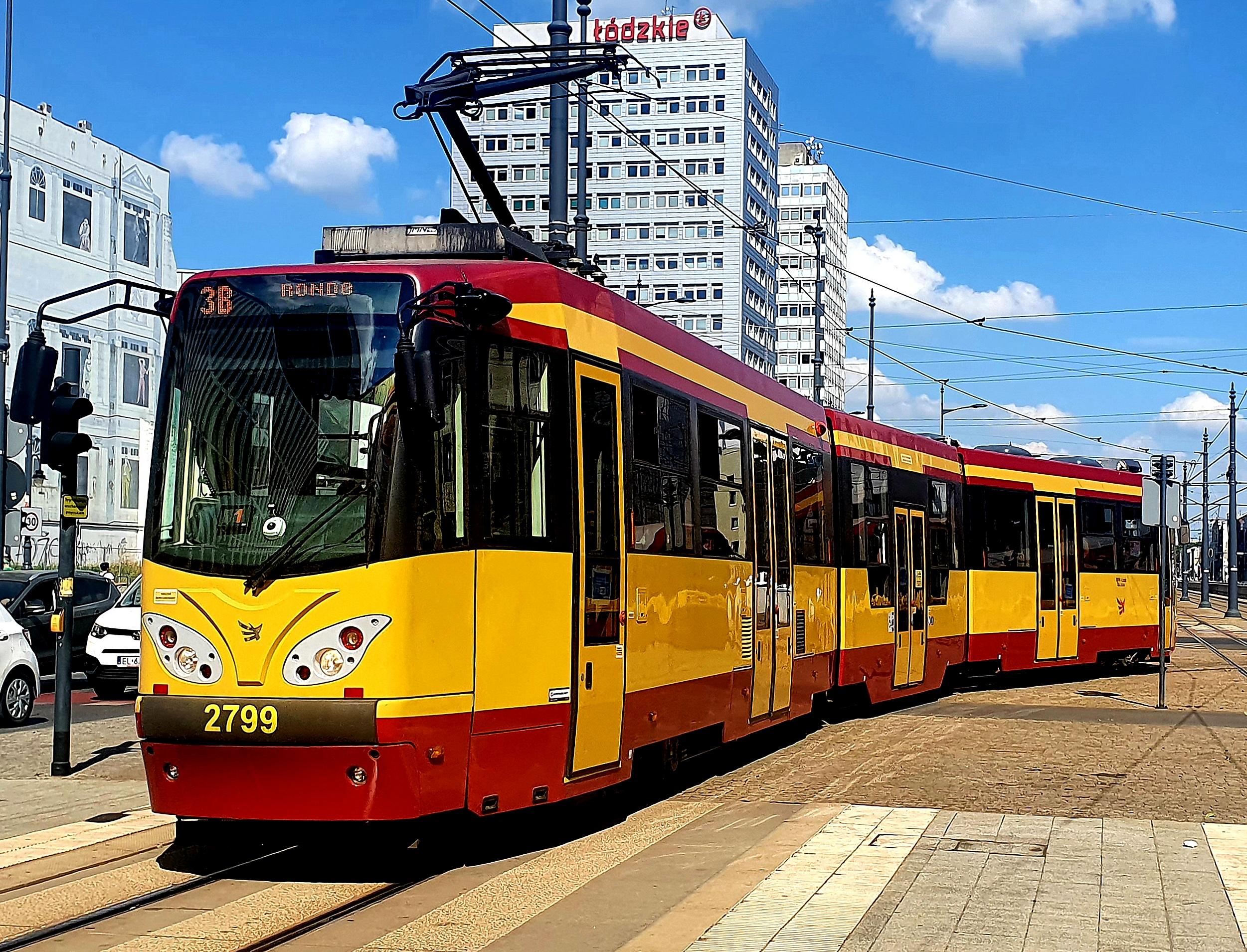
M8CN （2021年撮影）
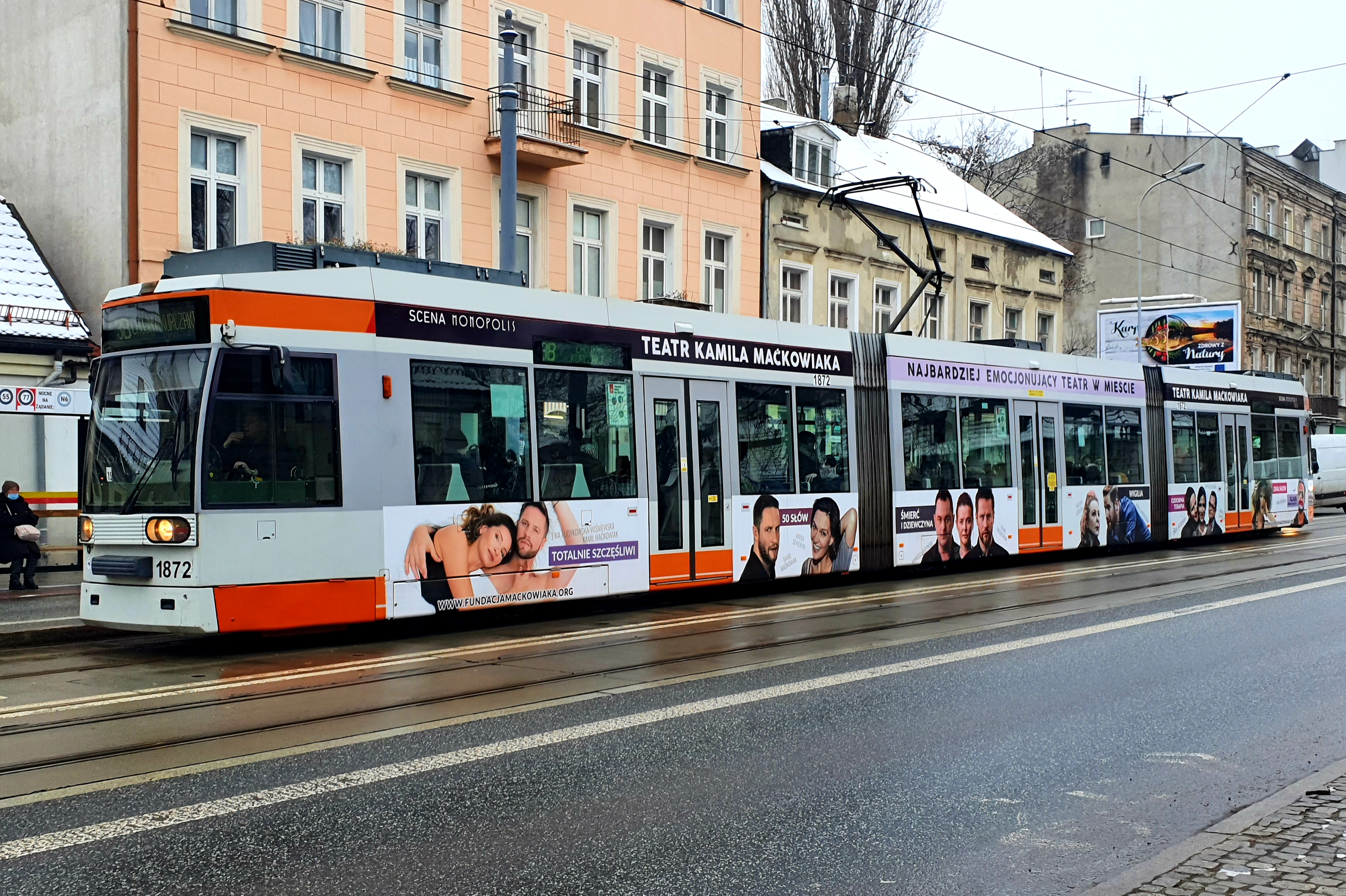
NF6D （2021年撮影）
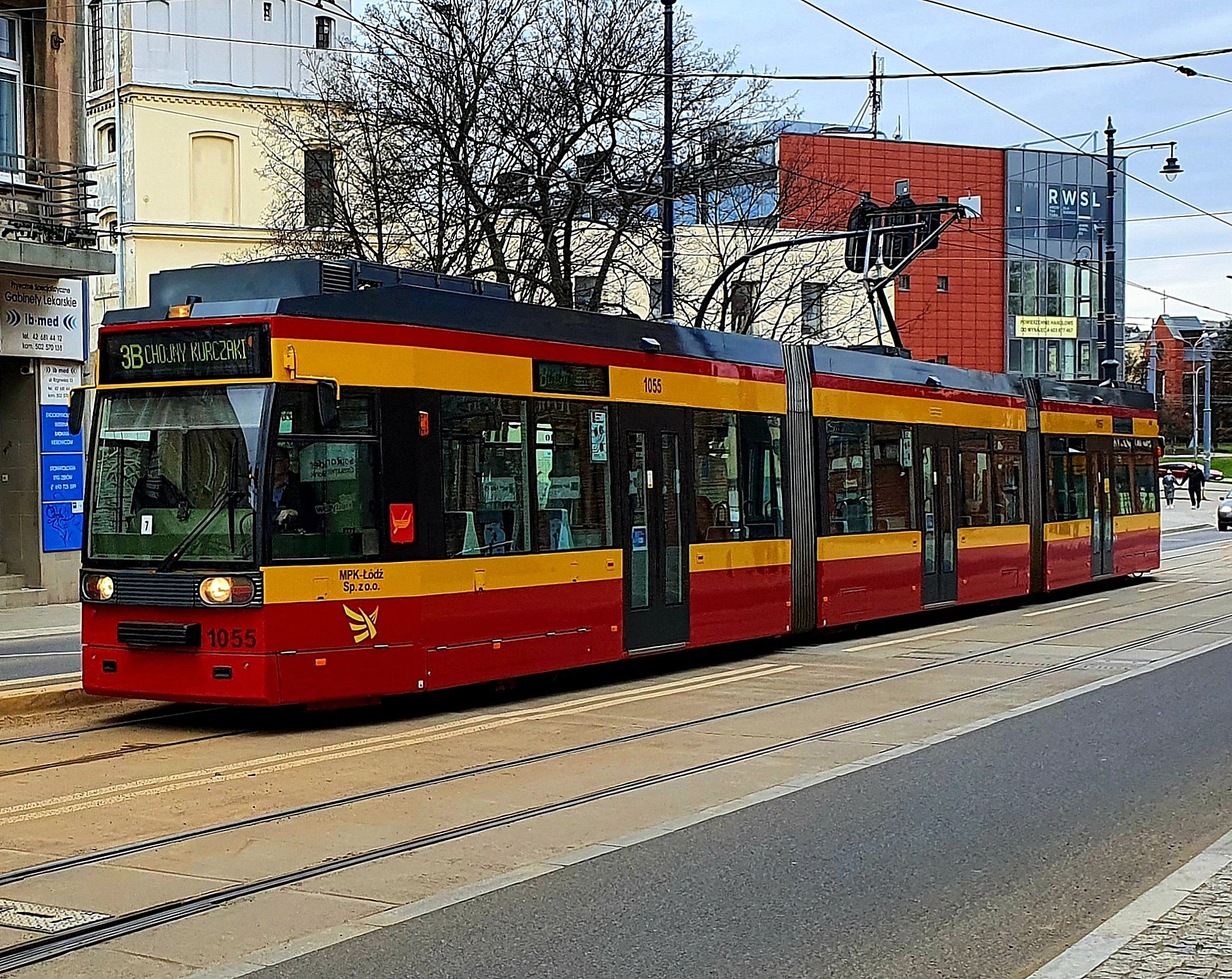
NF6D（更新車両） （2021年撮影）
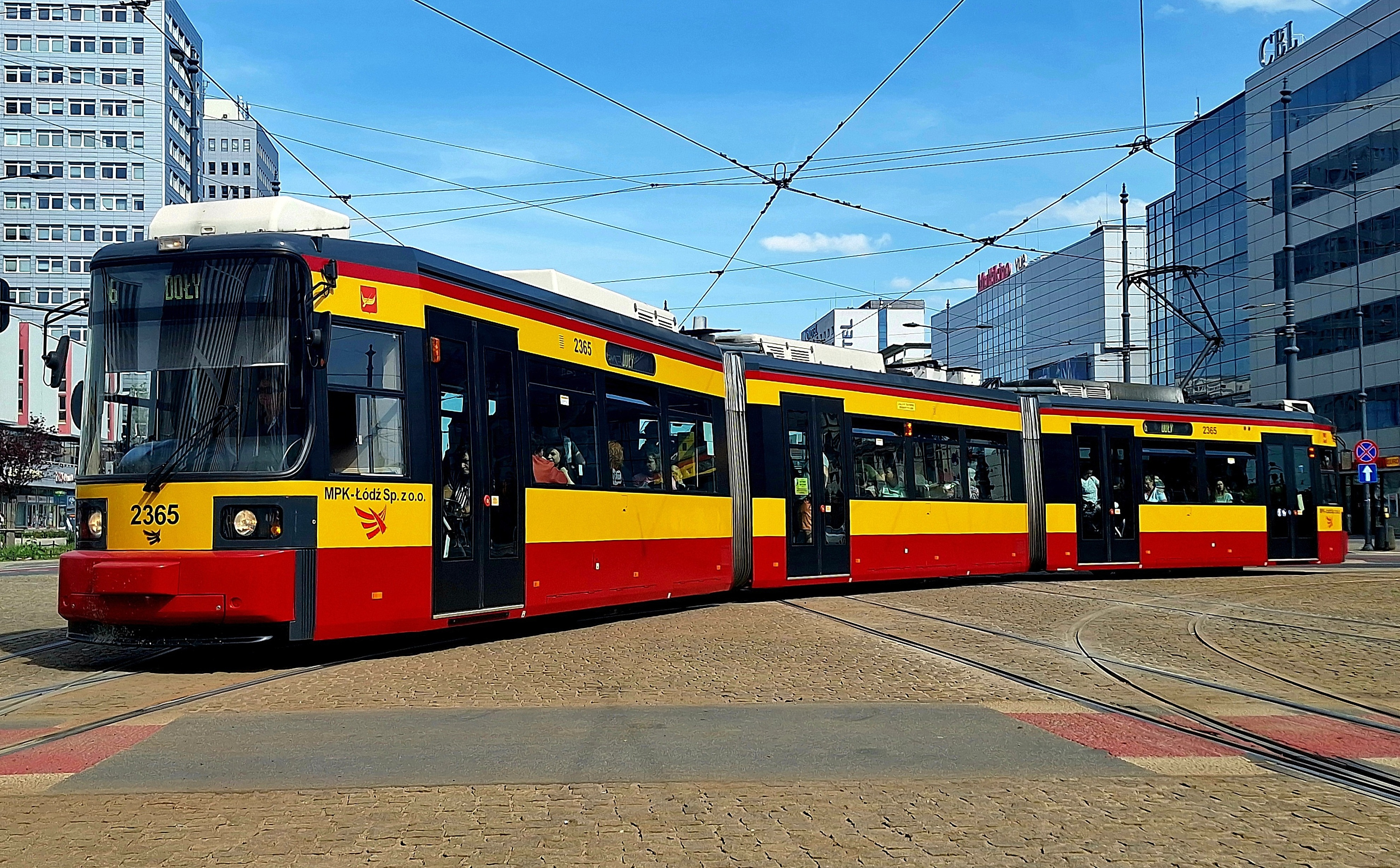
GT6M-ZR （2024年撮影）

### 保存車両
ウッチ市電で使用されていた車両の一部についてはウッチ市交通会社公共交通博物館（Muzeum Komunikacji Miejskiej MPK-Łódź）で動態保存されており、貸切運転にも対応している。

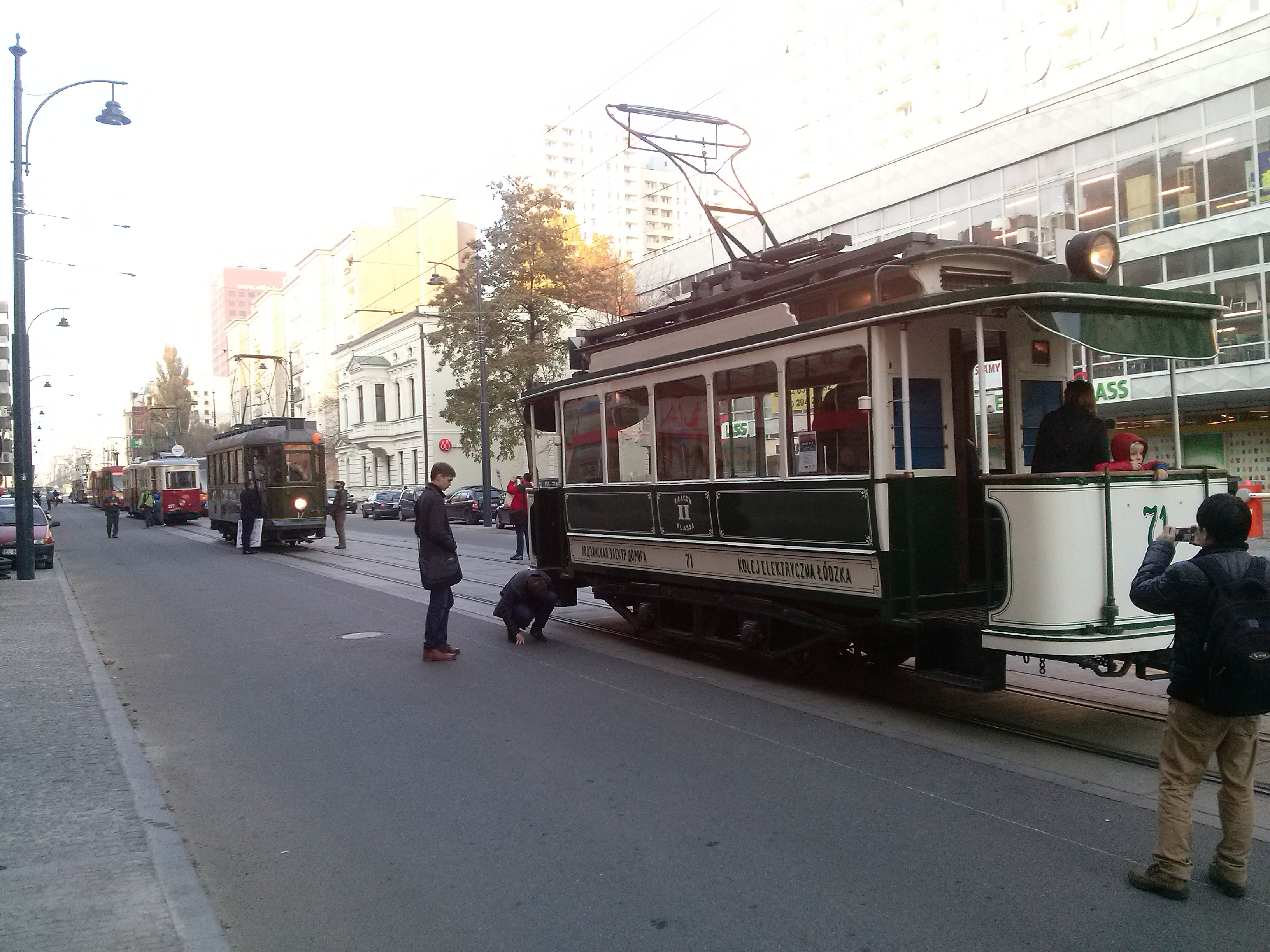
線路に並ぶ動態保存車両 （2015年撮影）
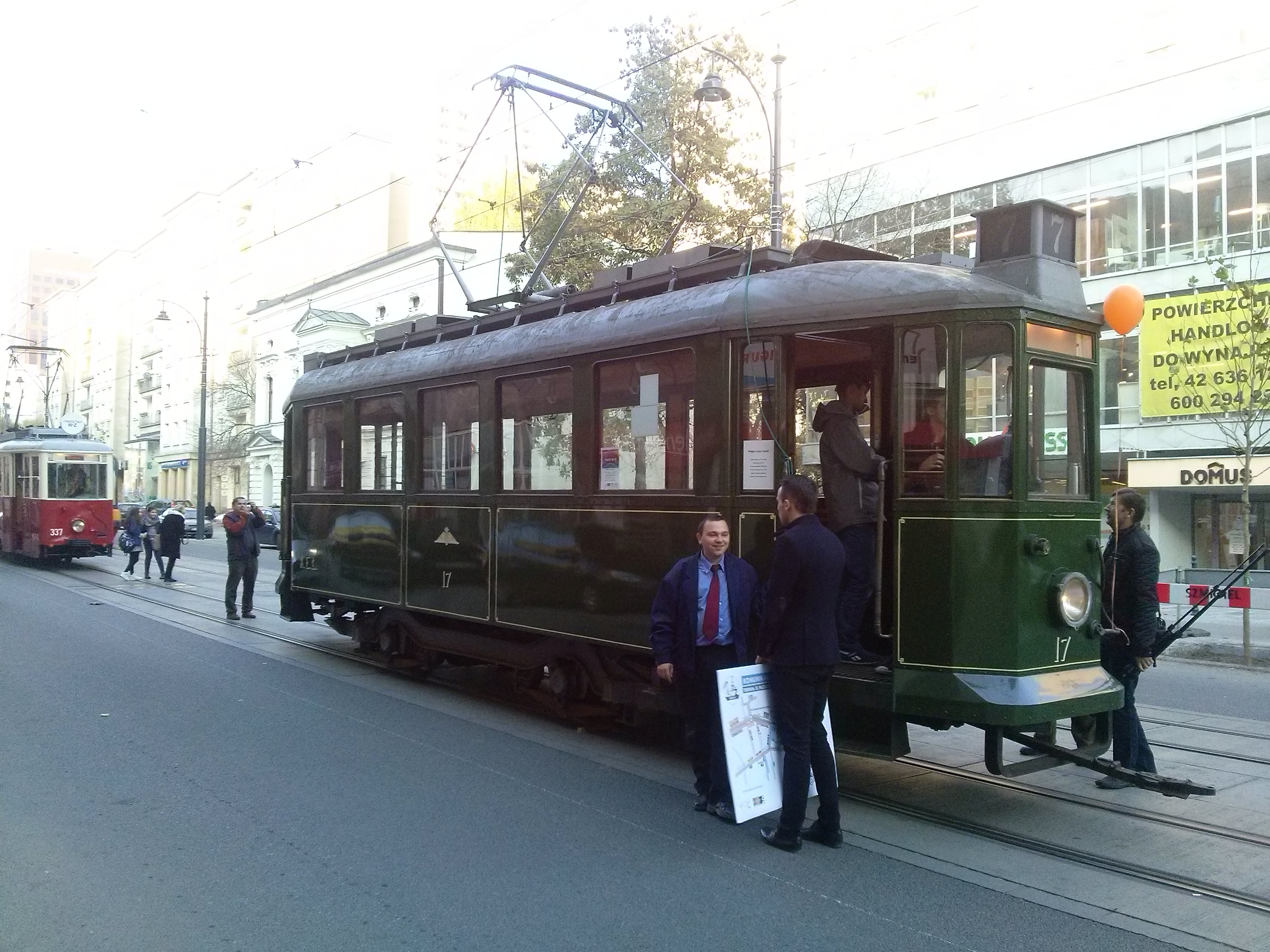
動態保存されている戦前製の電車 （2015年撮影）
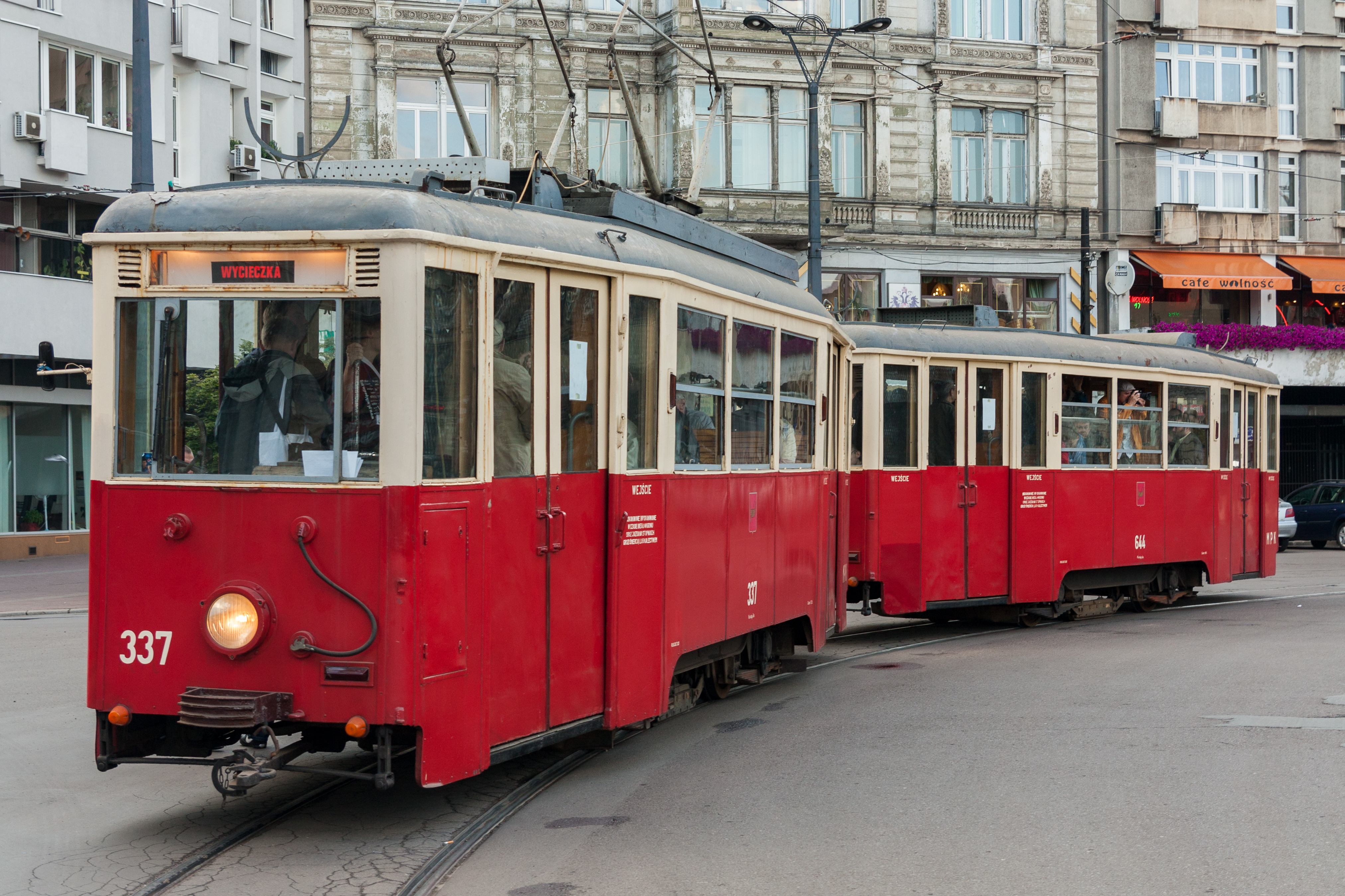
動態保存されている戦後製の標準型電車 （2012年撮影）

## 関連項目

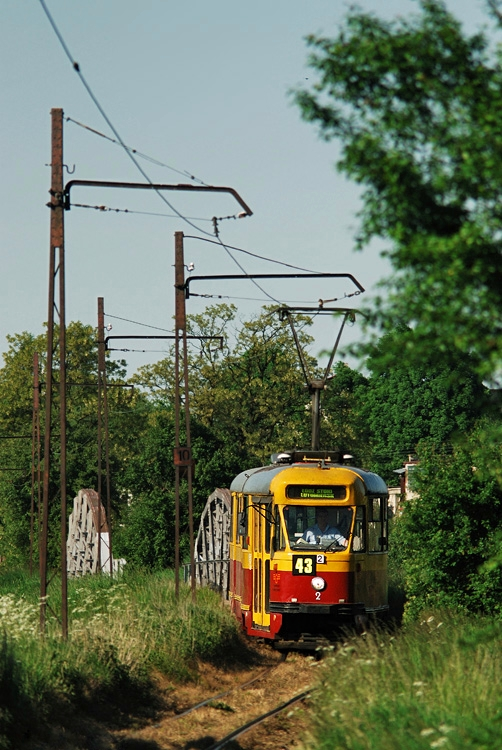
コンスタンティヌフ・ウツキ線（43号線）
（2008年撮影）

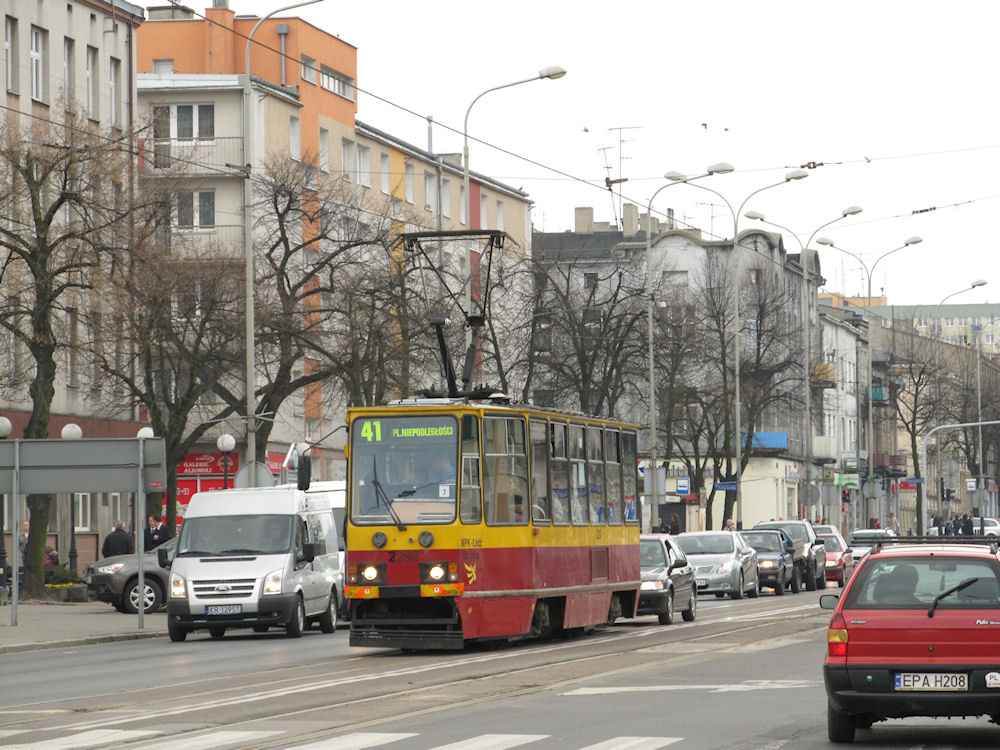
パビャニツェ線（41号線） （2014年撮影）
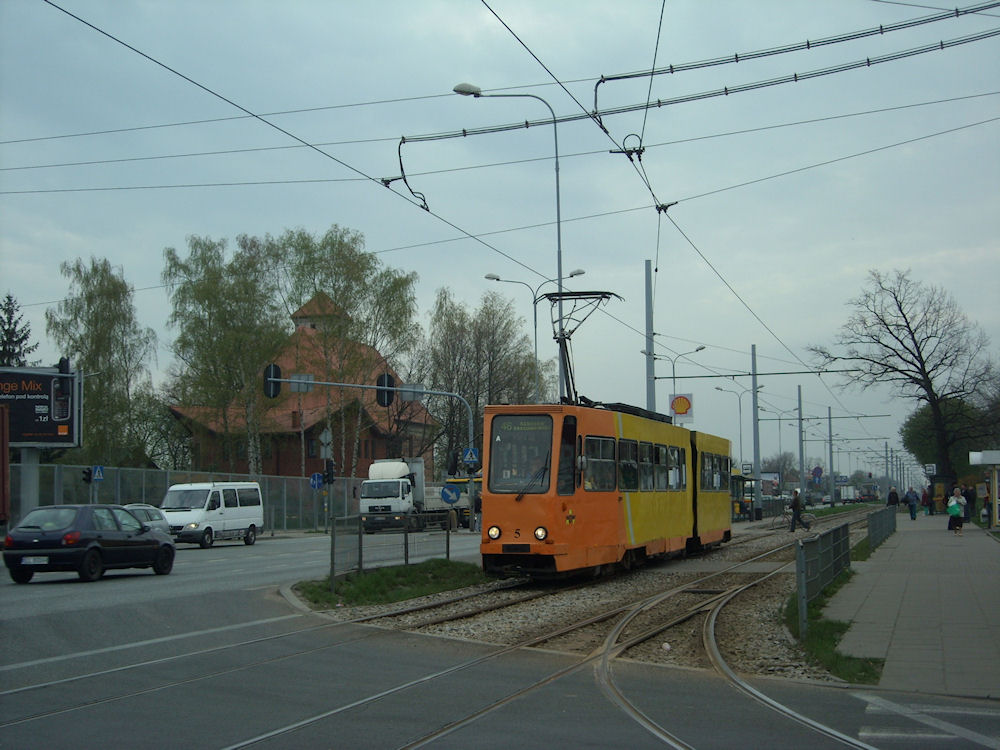
オゾルクフ線（46号線） （2009年撮影）

### 過去の車両

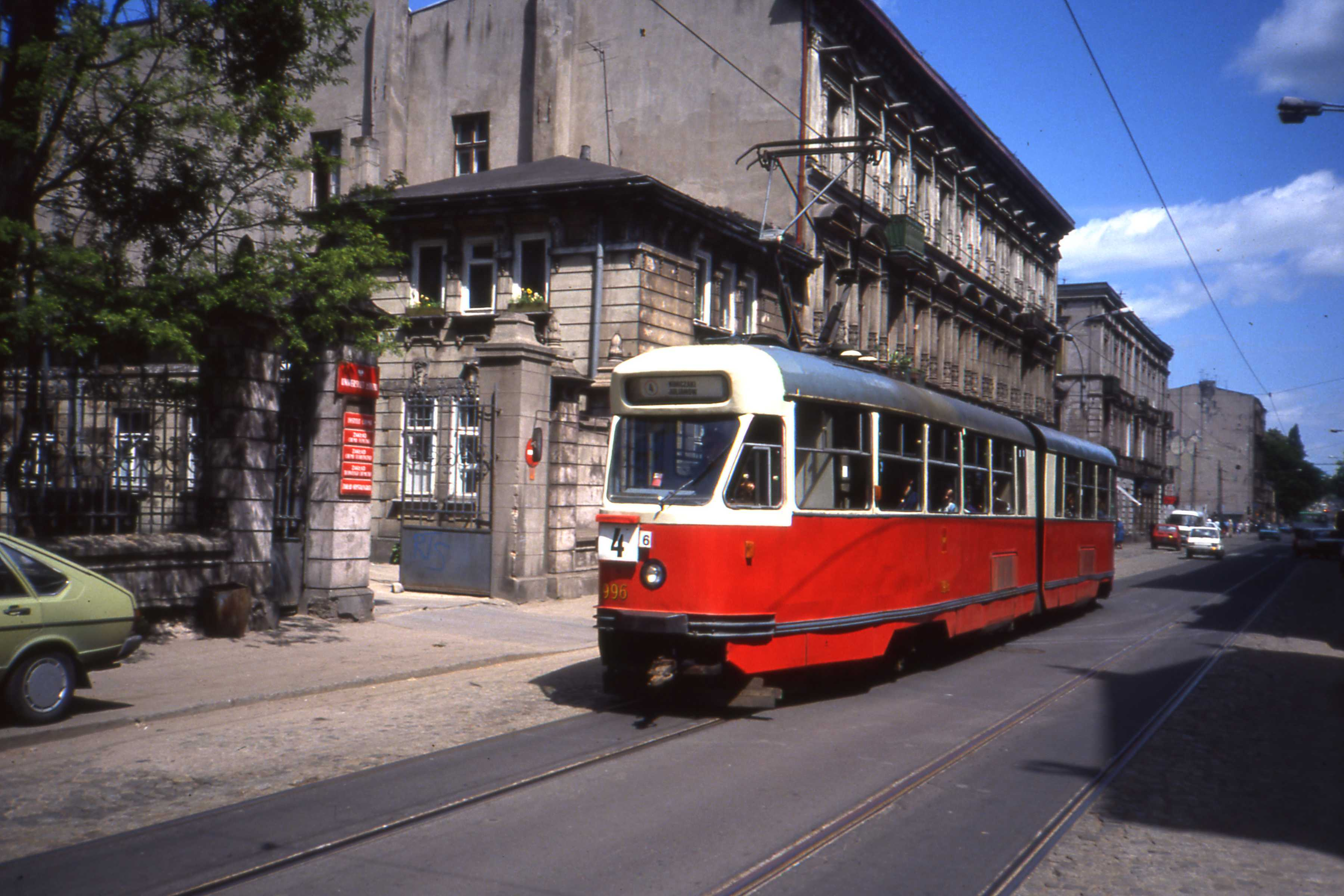
コンスタル803N 2車体連接車 （1991年撮影）
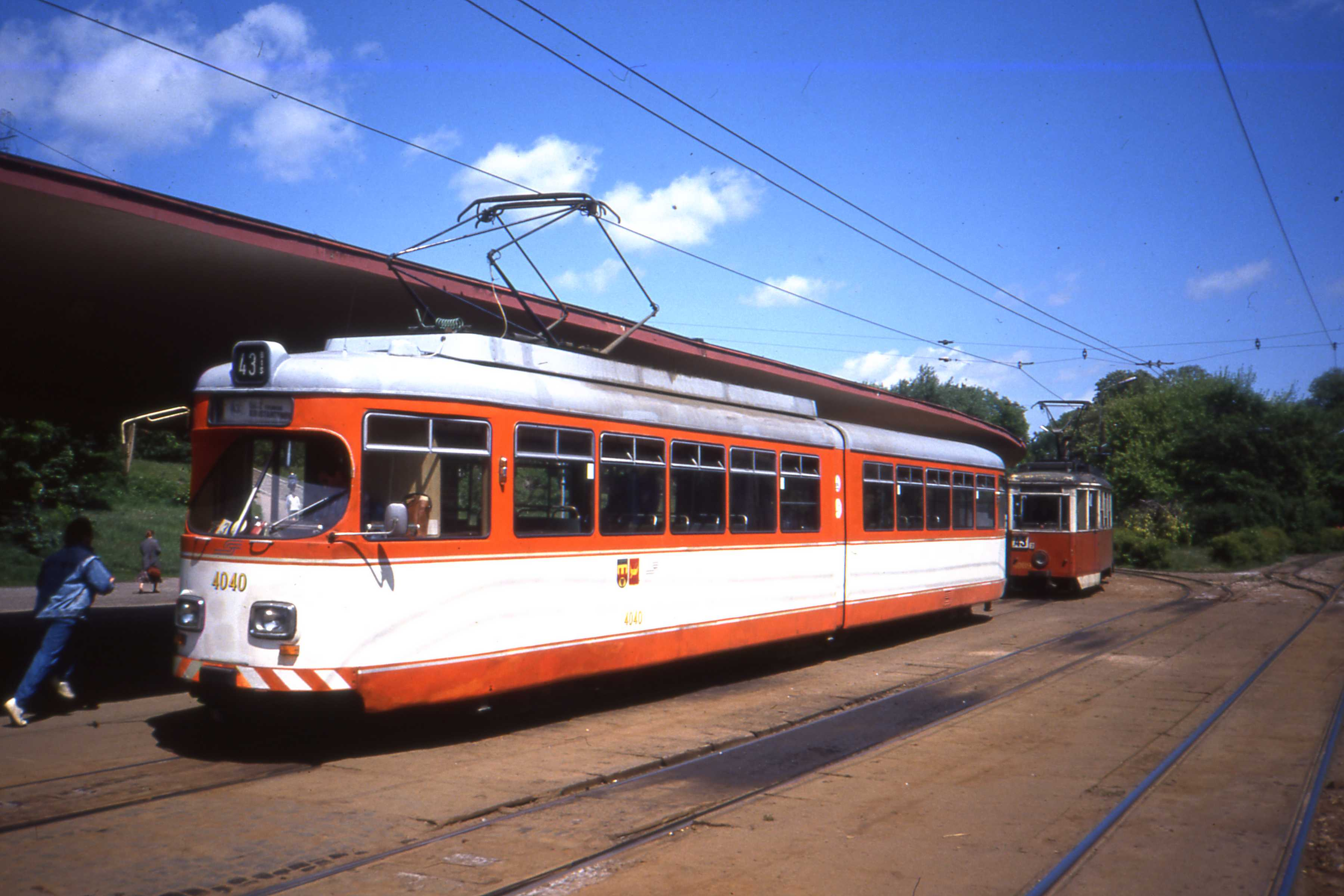
GT6 ビーレフェルト市電からの譲渡車両 （1991年撮影）
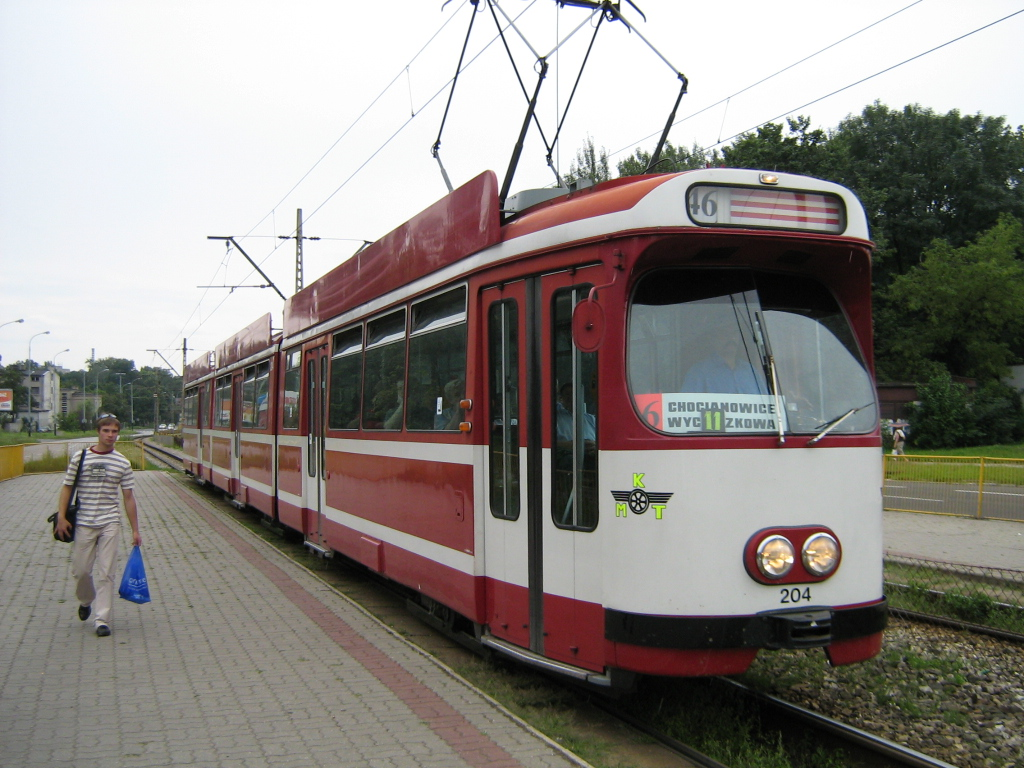
GT8 フライブルク市電（ドイツ語版）からの譲渡車両 （2007年撮影）
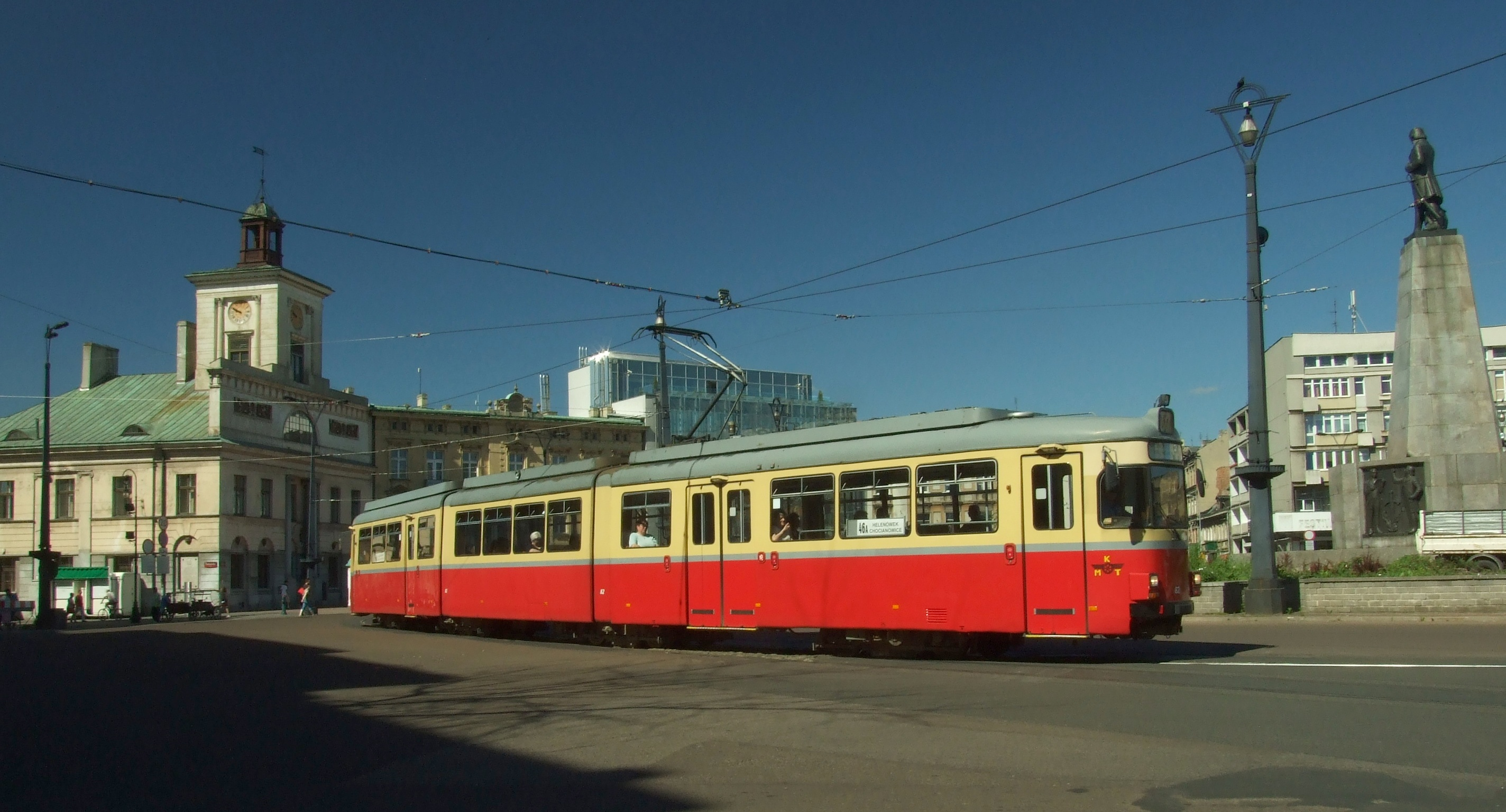
GT8ZR インスブルック市電からの譲渡車両 （2010年撮影）
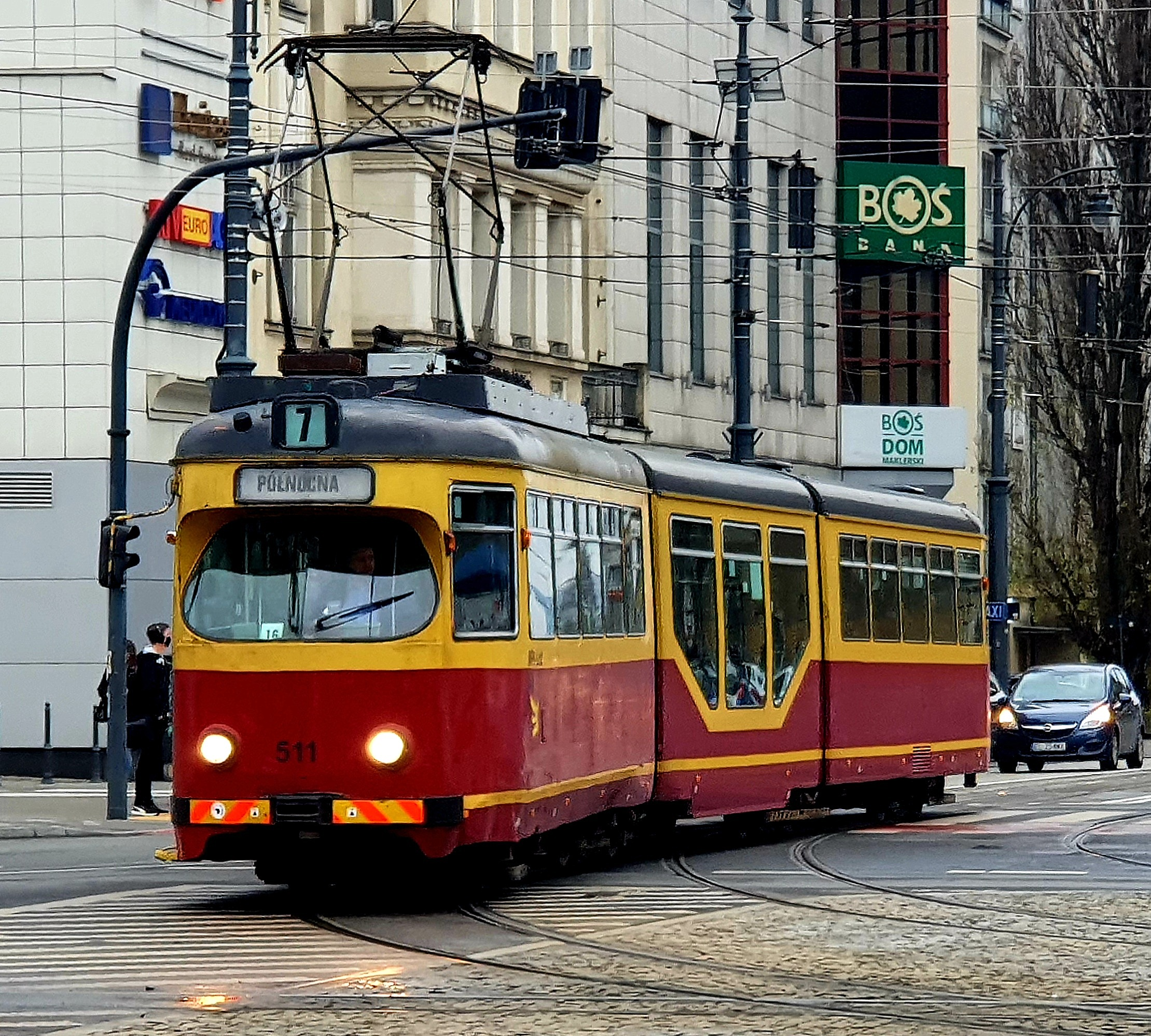
GT8N マンハイム市電（ドイツ語版）、ヘルシンキ市電からの譲渡車両 （2021年撮影）